# Elezioni amministrative in Italia del 1995
Le elezioni amministrative in Italia del 1995 si sono tenute il 23 aprile (primo turno insieme alle regionali) e il 7 maggio (secondo turno), nonché il 18 novembre (primo turno) e il 2 dicembre (secondo turno).
In Trentino-Alto Adige le elezioni si sono tenute il 3 giugno (primo turno) e 17 giugno (secondo turno), in Valle d'Aosta il 27 maggio. Le elezioni provinciali a Crotone si sono tenute il 6 maggio.
Nei comuni capoluogo si ebbe una schiacciante maggioranza di 34 successi delle alleanze progressiste basate sul PDS, contro solo 4 affermazioni del Polo di Forza Italia. Si contò un cambio di controllo, sempre a favore della sinistra, in un comune andato in crisi dopo il crollo di un'amministrazione biennale leghista.
Per le province la tornata fu ancor più generale, coinvolgendone 76 sulle 100 a statuto ordinario. Anche qui fu schiacciante il numero di vittorie per le alleanze progressiste basate sul PDS, ben 61 (anche se in un caso a guida leghista), e contro soli 8 successi del Polo, mentre furono 6 le vittorie di alleanze tra PPI e Lega Nord (con equa suddivisione delle presidenze), e uno il monocolore leghista.

## Sintesi elezioni comunali
| Regione               | Comune        | Sindaco uscente | Sindaco uscente                | Sindaco eletto | Sindaco eletto                  | Primo turno | Primo turno | Secondo turno | Secondo turno | Seggi   |
| Regione               | Comune        | Sindaco uscente | Sindaco uscente                | Sindaco eletto | Sindaco eletto                  | Voti        | %           | Voti          | %             |         |
| --------------------- | ------------- | --------------- | ------------------------------ | -------------- | ------------------------------- | ----------- | ----------- | ------------- | ------------- | ------- |
| Valle d'Aosta         | Aosta         |                 | Giulio Fiou (PDS)              |                | Pier Luigi Thiébat (UV)         | 12.676      | 54,98%      | —             | —             | 19 / 29 |
| Piemonte              | Biella        |                 | Gianluca Susta (DC)            |                | Gianluca Susta (PPI)            | 12.090      | 37,68%      | 16.406        | 53,94%        | 24 / 40 |
| Piemonte              | Cuneo         |                 | Giuseppe Menardi (DC)          |                | Elio Rostagno (IND)             | 14.407      | 39,75%      | 22.265        | 67,31%        | 24 / 40 |
| Piemonte              | Verbania      |                 | Aldo Reschigna (PDS)           |                | Aldo Reschigna (PDS)            | 8.583       | 41,90%      | 11.484        | 61,05%        | 24 / 40 |
| Piemonte              | Vercelli      |                 | Mietta Baracchi Bavagnoli (LN) |                | Gabriele Bagnasco (Verdi)       | 9.112       | 27,43%      | 17.775        | 56,71%        | 24 / 40 |
| Lombardia             | Bergamo       |                 | Gian Pietro Galizzi (DC)       |                | Guido Vicentini (PPI)           | 19.301      | 23,88%      | 39.492        | 53,01%        | 24 / 40 |
| Lombardia             | Cremona       |                 | Alfeo Garini (DC)              |                | Paolo Bodini (PDS)              | 23.861      | 45,38%      | 31.145        | 63,48         | 24 / 40 |
| Lombardia             | Mantova       |                 | Claudia Corradini (PRI)        |                | Chiara Pinfari (PPI)            | 13.793      | 38,86%      | 19.754        | 65,21%        | 24 / 40 |
| Trentino-Alto Adige   | Bolzano       |                 | Marcello Ferrari (DC)          |                | Giovanni Salghetti Drioli (IND) | 22.515      | 36,64%      | 30.182        | 54,82%        | 27 / 50 |
| Trentino-Alto Adige   | Trento        |                 | Lorenzo Dellai (DC)            |                | Lorenzo Dellai (PPI)            | 34.559      | 51,71%      | —             | —             | 30 / 50 |
| Veneto                | Padova        |                 | Paolo Giaretta (DC)            |                | Flavio Zanonato (PDS)           | 47.787      | 31,95%      | 82.700        | 59,76%        | 24 / 40 |
| Veneto                | Vicenza       |                 | Achille Variati (DC)           |                | Marino Quaresimin (PPI)         | 25.290      | 34,63%      | 34.245        | 50,92%        | 23 / 40 |
| Friuli-Venezia Giulia | Udine         |                 | Claudio Mussato (DC)           |                | Enzo Barazza (PRI)              | 17.869      | 27,64%      | 31.276        | 52,12%        | 24 / 40 |
| Liguria               | Imperia       |                 | Claudio Scajola (DC)           |                | Davide Berio (PDS)              | 9.520       | 33,62%      | 14.879        | 55,63%        | 24 / 40 |
| Emilia-Romagna        | Bologna       |                 | Walter Vitali (PDS)            |                | Walter Vitali (PDS)             | 145.664     | 50,41%      | —             | —             | 28 / 46 |
| Emilia-Romagna        | Ferrara       |                 | Roberto Soffritti (PDS)        |                | Roberto Soffritti (PDS)         | 46.817      | 45,71%      | 55.378        | 60,70%        | 24 / 40 |
| Emilia-Romagna        | Forlì         |                 | Sauro Sedioli (PDS)            |                | Franco Rusticali (PDS)          | 45.582      | 57,26%      | —             | —             | 24 / 40 |
| Emilia-Romagna        | Modena        |                 | Pier Camillo Beccaria (PDS)    |                | Giuliano Barbolini (PDS)        | 75.508      | 59,94%      | —             | —             | 25 / 40 |
| Emilia-Romagna        | Reggio Emilia |                 | Antonella Spaggiari (PDS)      |                | Antonella Spaggiari (PDS)       | 62.223      | 64,78%      | —             | —             | 27 / 40 |
| Emilia-Romagna        | Rimini        |                 | Giuseppe Chicchi (PDS)         |                | Giuseppe Chicchi (PDS)          | 43.938      | 48,22%      | 44.795        | 56,79%        | 24 / 40 |
| Toscana               | Arezzo        |                 | Valdo Vannucci (PSI)           |                | Paolo Ricci (PPI)               | 29.587      | 47,48 %     | 33.496        | 60,85 %       | 24 / 40 |
| Toscana               | Firenze       |                 | Giorgio Morales (PSI)          |                | Mario Primicerio (IND)          | 158.746     | 59,94%      | —             | —             | 29 / 46 |
| Toscana               | Livorno       |                 | Gianfranco Lamberti (PDS)      |                | Gianfranco Lamberti (PDS)       | 57.617      | 51,07%      | —             | —             | 24 / 40 |
| Toscana               | Prato         |                 | Claudio Martini (PDS)          |                | Fabrizio Mattei (PDS)           | 60.988      | 54,58 %     | —             | —             | 24 / 40 |
| Umbria                | Perugia       |                 | Mario Valentini (PSI)          |                | Gianfranco Maddoli (IND)        | 57.629      | 56,23%      | —             | —             | 24 / 40 |
| Marche                | Ascoli Piceno |                 | Nazzareno Cappelli (DC)        |                | Roberto Allevi (PDS)            | 13.239      | 37,07%      | 18.602        | 56,01%        | 24 / 40 |
| Marche                | Pesaro        |                 | Oriano Giovanelli (PDS)        |                | Oriano Giovanelli (PDS)         | 29.194      | 46,83%      | 34.011        | 60,42%        | 24 / 40 |
| Marche                | Urbino        |                 | Massimo Galuzzi (PDS)          |                | Massimo Galuzzi (PDS)           | 7.506       | 71,36%      | —             | —             | 16 / 20 |
| Lazio                 | Frosinone     |                 | Sandro Lunghi (DC)             |                | Paolo Fanelli (IND)             | 13.750      | 43,51%      | 15.888        | 52,17%        | 24 / 40 |
| Lazio                 | Viterbo       |                 | Giuseppe Fioroni (DC)          |                | Marcello Meroi (AN)             | 17.014      | 40,51%      | 21.999        | 56,14%        | 24 / 40 |
| Abruzzo               | Teramo        |                 | Antonio Gatti (DC)             |                | Angelo Sperandio (IND)          | 18.167      | 50,81%      | —             | —             | 21 / 40 |
| Molise                | Campobasso    |                 | Vincenzo Di Grezia (DC)        |                | Augusto Massa (PDS)             | 14.551      | 43,46%      | 19.604        | 65,84%        | 24 / 40 |
| Campania              | Avellino      |                 | Angelo Romano (DC)             |                | Antonio Di Nunno (PPI)          | 9.370       | 25,57%      | 17.986        | 52,75%        | 24 / 40 |
| Puglia                | Bari          |                 | Giovanni Memola (PSI)          |                | Simeone Di Cagno Abbrescia (FI) | 112.121     | 56,20%      | —             | —             | 28 / 46 |
| Puglia                | Foggia        |                 | Salvatore Chirolli (DC)        |                | Paolo Agostinacchio (AN)        | 28.020      | 30,91%      | 42.353        | 54,90%        | 24 / 40 |
| Puglia                | Lecce         |                 | Francesco Corvaglia (DC)       |                | Stefano Salvemini (IND)         | 22.379      | 38,07%      | 27.388        | 53,39%        | 24 / 40 |
| Basilicata            | Potenza       |                 | Rocco Sampogna (DC)            |                | Domenico Potenza (PDS)          | 14.494      | 33,09%      | 24.025        | 59,13%        | 24 / 40 |
| Sardegna              | Nuoro         |                 | Francesco Zuddas (PLI)         |                | Carlo Forteleoni (PPI)          | 13.962      | 58,12%      | —             | —             | 25 / 40 |
| Sardegna              | Sassari       |                 | Giacomo Spissu (PSI)           |                | Anna Filippa Sanna (PDS)        | 30.914      | 40,06%      | 38.215        | 58,27%        | 24 / 40 |

## Risultati nei comuni capoluogo di provincia

### Valle d'Aosta
N.B.In seguito alla riforma costituzionale che le attribuiva il potere sui suoi comuni, la Valle d’Aosta si sganciò dalla normativa nazionale con la propria Legge regionale 9 febbraio 1995, nº4. L’elezione diretta del vicesindaco, un mandato quinquennale, la possibilità di una terza rielezione e l’elevazione del premio ai due terzi nel capoluogo furono le principali variazioni.

#### Aosta
|                                       | Lorenzo Dellai ✔️ Sindaco | 34 559 | 51,71 | Democratici Popolari                 | 10 258 | 17,94 | 12 |  |  |
| Partito Democratico della Sinistra    | Lorenzo Dellai ✔️ Sindaco | 34 559 | 51,71 | 7 550                                | 13,21  | 9     |    |  |  |
| Patto dei Democratici                 | Lorenzo Dellai ✔️ Sindaco | 34 559 | 51,71 | 3 995                                | 6,99   | 4     |    |  |  |
| Solidarietà                           | Lorenzo Dellai ✔️ Sindaco | 34 559 | 51,71 | 2 277                                | 3,98   | 2     |    |  |  |
| Federazione dei Verdi                 | Lorenzo Dellai ✔️ Sindaco | 34 559 | 51,71 | 2 037                                | 3,56   | 2     |    |  |  |
| Progetto Rete                         | Lorenzo Dellai ✔️ Sindaco | 34 559 | 51,71 | 1 507                                | 2,64   | 1     |    |  |  |
|                                       | Maurizio Perego           | 12 343 | 18,47 | Forza Italia - CCD - FLD             | 7 783  | 13,61 | 6  |  |  |
| Alleanza Nazionale                    | Maurizio Perego           | 12 343 | 18,47 | 3 551                                | 6,21   | 2     |    |  |  |
|                                       | Adriano Goio              | 10 084 | 15,09 | Partito Popolare Italiano            | 4 991  | 8,73  | 4  |  |  |
| Partito Autonomista Trentino Tirolese | Adriano Goio              | 10 084 | 15,09 | 3 309                                | 5,79   | 2     |    |  |  |
| Lista Laica                           | Adriano Goio              | 10 084 | 15,09 | 1 185                                | 2,07   | 1     |    |  |  |
|                                       | Fernando Guarino          | 2 937  | 4,39  | Lista Civica per Trento              | 2 783  | 4,87  | 2  |  |  |
|                                       | Giuseppe Filippin         | 2 489  | 3,72  | Lega Nord                            | 2 391  | 4,18  | 1  |  |  |
|                                       | Rosa Tamanini             | 1 959  | 2,93  | Partito della Rifondazione Comunista | 1 682  | 2,94  | 1  |  |  |
|                                       | Alda Rimer                | 1 080  | 1,62  | Autonomia Trentino                   | 805    | 1,41  | –  |  |  |
|                                       | Fabio Valcanover          | 936    | 1,40  | Lista Pannella - Riformatori         | 752    | 1,32  | –  |  |  |
|                                       | Giuseppina Conci          | 447    | 0,67  | Partito della Legge Naturale         | 358    | 0,63  | –  |  |  |
| Totale                                | Totale                    | 66 834 | 100   |                                      | 57 174 | 100   | 50 |  |  |
|                                       |                           |        |       |                                      |        |       |    |  |  |
| Fonte: Ministero dell'interno         |                           |        |       |                                      |        |       |    |  |  |

### Piemonte

#### Biella
| Candidati                   | Candidati                             | Voti                        | %     | Liste                                  | Voti   | %     | Seggi |
| --------------------------- | ------------------------------------- | --------------------------- | ----- | -------------------------------------- | ------ | ----- | ----- |
|                             | Benito Rimini Accede al ballottaggio  | 12.839                      | 40,02 | Forza Italia - CCD - UdC - Federalisti | 6.249  | 21,71 | 6     |
| Alleanza Nazionale          | Benito Rimini Accede al ballottaggio  | 12.839                      | 40,02 | 5.072                                  | 17,62  | 4     |       |
| Seggio al candidato sindaco | Seggio al candidato sindaco           | Seggio al candidato sindaco | 40,02 | 1                                      |        |       |       |
|                             | Gianluca Susta Accede al ballottaggio | 12.090                      | 37,68 | Sinistra Democratica                   | 5.614  | 19,51 | 13    |
| Popolari Democratici        | Gianluca Susta Accede al ballottaggio | 12.090                      | 37,68 | 4.941                                  | 17,17  | 11    |       |
|                             | Paolo Tarello                         | 2.922                       | 9,11  | Lega Nord                              | 2.849  | 9,90  | 2     |
|                             | Mauro Grossi                          | 2.284                       | 7,12  | Partito della Rifondazione Comunista   | 2.202  | 7,65  | 2     |
|                             | Raffaele Cimmino                      | 1.083                       | 3,38  | Lista Pella                            | 1.038  | 3,61  | 1     |
|                             | Jolanda Casigliani                    | 865                         | 2,70  | Lista Pannella - Riformatori (A)       | 815    | 2,83  | -     |
| Totale                      | Totale                                | 32.083                      | 100   |                                        | 28.780 | 100   | 36+4  |

- La lista contrassegnata con la lettera A è apparentata al secondo turno con il candidato sindaco Benito Rimini.

Ballottaggio
| Candidati | Candidati                 | Voti   | %      |
| --------- | ------------------------- | ------ | ------ |
|           | Gianluca Susta ✔️ Sindaco | 16.406 | 53,94  |
|           | Benito Rimini             | 14.009 | 46,06  |
| Totale    | Totale                    | 30.415 | 100,00 |

#### Cuneo
| Candidati                              | Candidati                               | Voti                        | %     | Liste                                          | Voti   | %     | Seggi |
| -------------------------------------- | --------------------------------------- | --------------------------- | ----- | ---------------------------------------------- | ------ | ----- | ----- |
|                                        | Elio Rostagno Accede al ballottaggio    | 14.407                      | 39,75 | Cuneo Viva                                     | 7.896  | 23,58 | 15    |
| Lega Nord                              | Elio Rostagno Accede al ballottaggio    | 14.407                      | 39,75 | 4.801                                          | 14,34  | 9     |       |
|                                        | Giovanni Cerutti Accede al ballottaggio | 9.117                       | 25,16 | Partito Popolare Italiano - Liberaldemocratici | 4.767  | 14,23 | 3     |
| Forza Italia - CCD - UdC - Federalisti | Giovanni Cerutti Accede al ballottaggio | 9.117                       | 25,16 | 4.262                                          | 12,73  | 3     |       |
| Seggio al candidato sindaco            | Seggio al candidato sindaco             | Seggio al candidato sindaco | 25,16 | 1                                              |        |       |       |
|                                        | Guido Martino                           | 6.295                       | 17,37 | Grande Cuneo                                   | 5.719  | 17,08 | 5     |
|                                        | Ezio Falco                              | 4.463                       | 12,31 | Cuneo Solidale                                 | 4.070  | 12,15 | 3     |
|                                        | Marco Zacchera                          | 1.959                       | 5,41  | Alleanza Nazionale                             | 1.976  | 5,90  | 1     |
| Totale                                 | Totale                                  | 36.241                      | 100   |                                                | 33.491 | 100   | 40    |

Ballottaggio
| Candidati | Candidati                | Voti   | %      |
| --------- | ------------------------ | ------ | ------ |
|           | Elio Rostagno ✔️ Sindaco | 22.265 | 67,31  |
|           | Giovanni Cerutti         | 10.811 | 32,69  |
| Totale    | Totale                   | 33.076 | 100,00 |

#### Verbania
| Candidati                   | Candidati                             | Voti                        | %     | Liste                                | Voti   | %     | Seggi |
| --------------------------- | ------------------------------------- | --------------------------- | ----- | ------------------------------------ | ------ | ----- | ----- |
|                             | Aldo Reschigna Accede al ballottaggio | 8.583                       | 41,90 | Partito Democratico della Sinistra   | 5.238  | 28,29 | 18    |
| Popolari e Democratici      | Aldo Reschigna Accede al ballottaggio | 8.583                       | 41,90 | 1.821                                | 9,83   | 6     |       |
|                             | Luigi Marconi Accede al ballottaggio  | 7.464                       | 36,43 | Forza Italia                         | 3.838  | 20,73 | 6     |
| Alleanza Nazionale          | Luigi Marconi Accede al ballottaggio  | 7.464                       | 36,43 | 2.786                                | 15,04  | 4     |       |
| CCD - PPI - Federalisti     | Luigi Marconi Accede al ballottaggio  | 7.464                       | 36,43 | 338                                  | 1,83   | -     |       |
| Seggio al candidato sindaco | Seggio al candidato sindaco           | Seggio al candidato sindaco | 36,43 | 1                                    |        |       |       |
|                             | Giovanna Albertini                    | 1.102                       | 5,38  | Partito della Rifondazione Comunista | 1.175  | 6,35  | 2     |
|                             | Massimo Turconi                       | 908                         | 4,43  | Lega Nord                            | 896    | 4,84  | 1     |
|                             | Paolo Caruso                          | 662                         | 3,23  | Federazione dei Verdi                | 694    | 3,75  | 1     |
|                             | Doriano Camossi                       | 574                         | 2,80  | Socialisti Italiani                  | 604    | 3,26  | 1     |
|                             | Giorgio Tigano                        | 506                         | 2,47  | Movimento Sociale Fiamma Tricolore   | 467    | 2,52  | -     |
|                             | Michele Rago                          | 394                         | 1,92  | Impegno Sociale Pensioni             | 392    | 2,12  | -     |
|                             | Antonio Montani                       | 293                         | 1,43  | Lista Pannella - Riformatori         | 269    | 1,45  | -     |
| Totale                      | Totale                                | 20.486                      | 100   |                                      | 18.518 | 100   | 40    |

Ballottaggio
| Candidati | Candidati                 | Voti   | %      |
| --------- | ------------------------- | ------ | ------ |
|           | Aldo Reschigna ✔️ Sindaco | 11.484 | 61,05  |
|           | Luigi Marconi             | 7.328  | 38,95  |
| Totale    | Totale                    | 18.812 | 100,00 |

#### Vercelli
| Candidati                    | Candidati                                 | Voti                        | %     | Liste                                | Voti   | %     | Seggi |
| ---------------------------- | ----------------------------------------- | --------------------------- | ----- | ------------------------------------ | ------ | ----- | ----- |
|                              | Francesco Radaelli Accede al ballottaggio | 14.147                      | 42,59 | Forza Italia - Il Polo Popolare      | 9.110  | 29,59 | 8     |
| Alleanza Nazionale           | Francesco Radaelli Accede al ballottaggio | 14.147                      | 42,59 | 3.109                                | 10,10  | 2     |       |
| Centro Cristiano Democratico | Francesco Radaelli Accede al ballottaggio | 14.147                      | 42,59 | 1.060                                | 3,44   | -     |       |
| Forza Vercelli               | Francesco Radaelli Accede al ballottaggio | 14.147                      | 42,59 | 549                                  | 1,78   | -     |       |
| Seggio al candidato sindaco  | Seggio al candidato sindaco               | Seggio al candidato sindaco | 42,59 | 1                                    |        |       |       |
|                              | Gabriele Bagnasco Accede al ballottaggio  | 9.112                       | 27,43 | Partito Democratico della Sinistra   | 5.881  | 19,10 | 15    |
| Federazione dei Verdi        | Gabriele Bagnasco Accede al ballottaggio  | 9.112                       | 27,43 | 1.695                                | 5,51   | 4     |       |
|                              | Dario Roasio                              | 2.815                       | 8,47  | Partito della Rifondazione Comunista | 2.715  | 8,82  | 2     |
|                              | Mietta Baracchi Bavagnoli                 | 2.810                       | 8,46  | Civitas                              | 2.562  | 8,32  | 2     |
|                              | Francesco Borasio                         | 2.332                       | 7,02  | Lega Nord                            | 2.193  | 7,12  | 1     |
|                              | Alessandro Bizjak                         | 2.000                       | 6,02  | Patto dei Democratici - Popolari (A) | 1.916  | 6,22  | 5     |
| Totale                       | Totale                                    | 33.216                      | 100   |                                      | 30.790 | 100   | 40    |

- La lista contrassegnata con la lettera A è apparentata al secondo turno con il candidato sindaco Gabriele Bagnasco.

Ballottaggio
| Candidati | Candidati                    | Voti   | %      |
| --------- | ---------------------------- | ------ | ------ |
|           | Gabriele Bagnasco ✔️ Sindaco | 17.775 | 56,71  |
|           | Francesco Radaelli           | 13.568 | 43,29  |
| Totale    | Totale                       | 31.343 | 100,00 |

### Lombardia

#### Bergamo
| Candidati                        | Candidati                              | Voti                        | %     | Liste                                | Voti   | %     | Seggi |
| -------------------------------- | -------------------------------------- | --------------------------- | ----- | ------------------------------------ | ------ | ----- | ----- |
|                                  | Guido Vicentini Accede al ballottaggio | 19.301                      | 23,88 | Popolari                             | 6.658  | 8,70  | 9     |
| Bergamo Democratica              | Guido Vicentini Accede al ballottaggio | 19.301                      | 23,88 | 6.421                                | 8,39   | 9     |       |
| Patto dei Democratici            | Guido Vicentini Accede al ballottaggio | 19.301                      | 23,88 | 4.918                                | 6,42   | 6     |       |
|                                  | Ilario Testa Accede al ballottaggio    | 18.268                      | 22,60 | Forza Italia - Il Polo Popolare      | 18.150 | 23,71 | 6     |
|                                  | Roberto Calderoli                      | 16.785                      | 20,77 | Lega Nord                            | 16.162 | 21,11 | 5     |
|                                  | Franco Tentorio                        | 15.064                      | 18,64 | Alleanza Nazionale (A)               | 11.068 | 14,46 | 2     |
| Centro Cristiano Democratico (B) | Franco Tentorio                        | 15.064                      | 18,64 | 1.866                                | 2,44   | -     |       |
| Seggio al candidato sindaco      | Seggio al candidato sindaco            | Seggio al candidato sindaco | 18,64 | 1                                    |        |       |       |
|                                  | Roberto Trussardi                      | 6.276                       | 7,77  | Partito della Rifondazione Comunista | 6.182  | 8,07  | 1     |
|                                  | Vittorio Ambrosini                     | 3.428                       | 4,24  | Insieme per Bergamo (C)              | 3.393  | 4,43  | 1     |
|                                  | Andreino Carrara                       | 1.266                       | 1,57  | Diritti e Doveri                     | 1.338  | 1,75  | -     |
|                                  | Benedetto Valle                        | 432                         | 0,53  | Partito della Legge Naturale         | 409    | 0,53  | -     |
| Totale                           | Totale                                 | 80.820                      | 100   |                                      | 76.565 | 100   | 40    |

- Le liste contrassegnate con le lettere A, B e C sono apparentate al secondo turno con il candidato sindaco Ilario Testa.

Ballottaggio
| Candidati | Candidati                  | Voti   | %      |
| --------- | -------------------------- | ------ | ------ |
|           | Guido Vicentini ✔️ Sindaco | 39.492 | 53,01  |
|           | Ilario Testa               | 35.001 | 46,99  |
| Totale    | Totale                     | 74.493 | 100,00 |

#### Cremona
| Candidati                   | Candidati                                              | Voti                        | %     | Liste                                | Voti   | %     | Seggi |
| --------------------------- | ------------------------------------------------------ | --------------------------- | ----- | ------------------------------------ | ------ | ----- | ----- |
|                             | Paolo Bodini Accede al ballottaggio                    | 23.861                      | 45,38 | Partito Democratico della Sinistra   | 10.540 | 22,97 | 13    |
| Popolari                    | Paolo Bodini Accede al ballottaggio                    | 23.861                      | 45,38 | 5.647                                | 12,30  | 7     |       |
| Cremona Futura              | Paolo Bodini Accede al ballottaggio                    | 23.861                      | 45,38 | 2.750                                | 5,99   | 3     |       |
| Federazione dei Verdi       | Paolo Bodini Accede al ballottaggio                    | 23.861                      | 45,38 | 1.228                                | 2,68   | 1     |       |
|                             | Francesco Maria Zelioli Lanzini Accede al ballottaggio | 15.393                      | 29,28 | Forza Cremona                        | 12.294 | 26,79 | 9     |
| Partito Pensionati          | Francesco Maria Zelioli Lanzini Accede al ballottaggio | 15.393                      | 29,28 | 1.121                                | 2,44   | -     |       |
| Seggio al candidato sindaco | Seggio al candidato sindaco                            | Seggio al candidato sindaco | 29,28 | 1                                    |        |       |       |
|                             | Evandro Lodi Rizzini                                   | 6.908                       | 13,14 | Lega Nord                            | 5.105  | 11,12 | 2     |
| Pensionati del Sole (A)     | Evandro Lodi Rizzini                                   | 6.908                       | 13,14 | 687                                  | 1,50   | -     |       |
| Lista civica (B)            | Evandro Lodi Rizzini                                   | 6.908                       | 13,14 | 514                                  | 1,12   | -     |       |
| Seggio al candidato sindaco | Seggio al candidato sindaco                            | Seggio al candidato sindaco | 13,14 | 1                                    |        |       |       |
|                             | Giorgio Bergonzi                                       | 5.176                       | 9,84  | Partito della Rifondazione Comunista | 4.341  | 9,46  | 2     |
| Lista civica                | Giorgio Bergonzi                                       | 5.176                       | 9,84  | 468                                  | 1,02   | -     |       |
| Seggio al candidato sindaco | Seggio al candidato sindaco                            | Seggio al candidato sindaco | 9,84  | 1                                    |        |       |       |
|                             | Sergio Ravelli                                         | 1.241                       | 2,36  | Lista Pannella - Riformatori         | 1.199  | 2,61  | -     |
| Totale                      | Totale                                                 | 52.579                      | 100   |                                      | 45.894 | 100   | 40    |

- Le liste contrassegnate con le lettere A e B sono apparentate al secondo turno con il candidato sindaco Francesco Maria Zelioli Lanzini.

Ballottaggio
| Candidati | Candidati                       | Voti   | %      |
| --------- | ------------------------------- | ------ | ------ |
|           | Paolo Bodini ✔️ Sindaco         | 31.145 | 63,48  |
|           | Francesco Maria Zelioli Lanzini | 17.917 | 36,52  |
| Totale    | Totale                          | 49.062 | 100,00 |

#### Mantova
| Candidati                                | Candidati                               | Voti                        | %     | Liste                                                      | Voti   | %     | Seggi |
| ---------------------------------------- | --------------------------------------- | --------------------------- | ----- | ---------------------------------------------------------- | ------ | ----- | ----- |
|                                          | Chiara Pinfari Accede al ballottaggio   | 13.793                      | 38,86 | Partito Democratico della Sinistra                         | 7.549  | 24,69 | 16    |
| Popolari - Partito Repubblicano Italiano | Chiara Pinfari Accede al ballottaggio   | 13.793                      | 38,86 | 2.226                                                      | 7,28   | 5     |       |
| Alleanza Democratica - Patto Segni       | Chiara Pinfari Accede al ballottaggio   | 13.793                      | 38,86 | 1.167                                                      | 3,82   | 2     |       |
| Federazione dei Verdi                    | Chiara Pinfari Accede al ballottaggio   | 13.793                      | 38,86 | 824                                                        | 2,69   | 1     |       |
|                                          | Marco Ghirardini Accede al ballottaggio | 10.189                      | 28,71 | Forza Italia - CCD - Federalisti - Il Polo Popolare - SOLE | 5.931  | 19,40 | 5     |
| Alleanza Nazionale                       | Marco Ghirardini Accede al ballottaggio | 10.189                      | 28,71 | 3.208                                                      | 10,49  | 3     |       |
| Seggio al candidato sindaco              | Seggio al candidato sindaco             | Seggio al candidato sindaco | 28,71 | 1                                                          |        |       |       |
|                                          | Gianni Lui                              | 6.594                       | 18,58 | Partito della Rifondazione Comunista                       | 3.009  | 9,84  | 2     |
| Democratici per Mantova                  | Gianni Lui                              | 6.594                       | 18,58 | 1.073                                                      | 3,51   | 1     |       |
| Socialisti Italiani                      | Gianni Lui                              | 6.594                       | 18,58 | 968                                                        | 3,17   | -     |       |
| Seggio al candidato sindaco              | Seggio al candidato sindaco             | Seggio al candidato sindaco | 18,58 | 1                                                          |        |       |       |
|                                          | Uber Anghinoni                          | 3.029                       | 8,53  | Lega Nord                                                  | 2.948  | 9,62  | 2     |
|                                          | Giuliano Longfils                       | 1.149                       | 3,24  | Per Mantova                                                | 1.044  | 3,41  | 1     |
|                                          | Gabriella Reggiani                      | 534                         | 1,50  | La Tua Mantova                                             | 480    | 1,57  | -     |
|                                          | Maurizio Sacchi                         | 207                         | 0,58  | Partito della Legge Naturale                               | 158    | 0,52  | -     |
| Totale                                   | Totale                                  | 35.495                      | 100   |                                                            | 30.580 | 100   | 40    |

Ballottaggio
| Candidati | Candidati                 | Voti   | %      |
| --------- | ------------------------- | ------ | ------ |
|           | Chiara Pinfari ✔️ Sindaco | 19.754 | 65,21  |
|           | Marco Ghirardini          | 10.539 | 34,79  |
| Totale    | Totale                    | 30.293 | 100,00 |

### Trentino-Alto Adige
N.B.In seguito alla riforma costituzionale che le attribuiva il potere sui suoi comuni, il Trentino-Alto Adige si sganciò dalla normativa nazionale con la propria Legge regionale 30 novembre 1994, nº3, in modo da rispettare i trattati internazionali. Il mantenimento della commistione fra Consiglio e Giunta con conseguente mancata riduzione dei numero dei consiglieri, un mandato quinquennale, una cadenza unica regionale per tutti i futuri rinnovi, ma soprattutto il mantenimento del sistema elettorale proporzionale per l’Alto Adige furono le principali variazioni.

#### Bolzano
| Candidati                     | Candidati                     | II turno            | II turno            | I turno | I turno | Liste                                | Voti   | %     | Seggi |
| Candidati                     | Candidati                     | Voti                | %                   | Voti    | %       | Liste                                | Voti   | %     | Seggi |
| ----------------------------- | ----------------------------- | ------------------- | ------------------- | ------- | ------- | ------------------------------------ | ------ | ----- | ----- |
|                               | Giovanni Salghetti ✔️ Sindaco | 30 182              | 54,82               | 22 515  | 36,64   | Per Bolzano                          | 10 339 | 17,49 | 9     |
| Popolari per l'Alto Adige     | Giovanni Salghetti ✔️ Sindaco | 30 182              | 54,82               | 22 515  | 36,64   | 3 682                                | 6,23   | 3     |       |
| Projekt Bozen                 | Giovanni Salghetti ✔️ Sindaco | 30 182              | 54,82               | 22 515  | 36,64   | 1 957                                | 3,31   | 2     |       |
| Patto dei Democratici         | Giovanni Salghetti ✔️ Sindaco | 30 182              | 54,82               | 22 515  | 36,64   | 1 421                                | 2,40   | 1     |       |
| Primavera a Bolzano           | Giovanni Salghetti ✔️ Sindaco | 30 182              | 54,82               | 22 515  | 36,64   | 1 295                                | 2,19   | 1     |       |
| Lega Nord                     | Giovanni Salghetti ✔️ Sindaco | 30 182              | 54,82               | 22 515  | 36,64   | 818                                  | 1,38   | 1     |       |
| Partito Popolare Pensionati   | Giovanni Salghetti ✔️ Sindaco | 30 182              | 54,82               | 22 515  | 36,64   | 763                                  | 1,29   | 1     |       |
| Ladins                        | Giovanni Salghetti ✔️ Sindaco | 30 182              | 54,82               | 22 515  | 36,64   | 341                                  | 0,58   | –     |       |
|                               | Pietro Mitolo                 | 24 870              | 45,18               | 18 575  | 30,23   | Alleanza Nazionale                   | 18 257 | 30,88 | 16    |
|                               | Elmar Pichler Rolle           | Elmar Pichler Rolle | Elmar Pichler Rolle | 10 672  | 17,37   | Südtiroler Volkspartei               | 10 643 | 18,00 | 9     |
|                               | Ermen Füstös                  | Ermen Füstös        | Ermen Füstös        | 6 234   | 10,15   | Forza Italia - CCD                   | 6 196  | 10,48 | 5     |
|                               | Marco Felis                   | Marco Felis         | Marco Felis         | 1 417   | 2,31    | Partito della Rifondazione Comunista | 1 401  | 2,37  | 1     |
|                               | Antonietta Saltuari           | Antonietta Saltuari | Antonietta Saltuari | 856     | 1,39    | Avanti Alto Adige                    | 850    | 1,44  | 1     |
|                               | Mara Cosmi                    | Mara Cosmi          | Mara Cosmi          | 518     | 0,84    | Movimento Sociale Fiamma Tricolore   | 505    | 0,85  | –     |
|                               | Gino Bombonato                | Gino Bombonato      | Gino Bombonato      | 391     | 0,64    | Partito Democratico                  | 390    | 0,66  | –     |
|                               | Valter Pizzulli               | Valter Pizzulli     | Valter Pizzulli     | 268     | 0,44    | Partito della Legge Naturale         | 265    | 0,45  | –     |
| Totale                        | Totale                        | 55 052              | 100                 | 61 446  | 100     |                                      | 59 123 | 100   | 50    |
|                               |                               |                     |                     |         |         |                                      |        |       |       |
| Fonte: Ministero dell'interno |                               |                     |                     |         |         |                                      |        |       |       |

#### Trento
|                                       | Lorenzo Dellai ✔️ Sindaco | 34 559 | 51,71 | Democratici Popolari                 | 10 258 | 17,94 | 12 |  |  |
| Partito Democratico della Sinistra    | Lorenzo Dellai ✔️ Sindaco | 34 559 | 51,71 | 7 550                                | 13,21  | 9     |    |  |  |
| Patto dei Democratici                 | Lorenzo Dellai ✔️ Sindaco | 34 559 | 51,71 | 3 995                                | 6,99   | 4     |    |  |  |
| Solidarietà                           | Lorenzo Dellai ✔️ Sindaco | 34 559 | 51,71 | 2 277                                | 3,98   | 2     |    |  |  |
| Federazione dei Verdi                 | Lorenzo Dellai ✔️ Sindaco | 34 559 | 51,71 | 2 037                                | 3,56   | 2     |    |  |  |
| Progetto Rete                         | Lorenzo Dellai ✔️ Sindaco | 34 559 | 51,71 | 1 507                                | 2,64   | 1     |    |  |  |
|                                       | Maurizio Perego           | 12 343 | 18,47 | Forza Italia - CCD - FLD             | 7 783  | 13,61 | 6  |  |  |
| Alleanza Nazionale                    | Maurizio Perego           | 12 343 | 18,47 | 3 551                                | 6,21   | 2     |    |  |  |
|                                       | Adriano Goio              | 10 084 | 15,09 | Partito Popolare Italiano            | 4 991  | 8,73  | 4  |  |  |
| Partito Autonomista Trentino Tirolese | Adriano Goio              | 10 084 | 15,09 | 3 309                                | 5,79   | 2     |    |  |  |
| Lista Laica                           | Adriano Goio              | 10 084 | 15,09 | 1 185                                | 2,07   | 1     |    |  |  |
|                                       | Fernando Guarino          | 2 937  | 4,39  | Lista Civica per Trento              | 2 783  | 4,87  | 2  |  |  |
|                                       | Giuseppe Filippin         | 2 489  | 3,72  | Lega Nord                            | 2 391  | 4,18  | 1  |  |  |
|                                       | Rosa Tamanini             | 1 959  | 2,93  | Partito della Rifondazione Comunista | 1 682  | 2,94  | 1  |  |  |
|                                       | Alda Rimer                | 1 080  | 1,62  | Autonomia Trentino                   | 805    | 1,41  | –  |  |  |
|                                       | Fabio Valcanover          | 936    | 1,40  | Lista Pannella - Riformatori         | 752    | 1,32  | –  |  |  |
|                                       | Giuseppina Conci          | 447    | 0,67  | Partito della Legge Naturale         | 358    | 0,63  | –  |  |  |
| Totale                                | Totale                    | 66 834 | 100   |                                      | 57 174 | 100   | 50 |  |  |
|                                       |                           |        |       |                                      |        |       |    |  |  |
| Fonte: Ministero dell'interno         |                           |        |       |                                      |        |       |    |  |  |

### Veneto

#### Padova
| Candidati                                             | Candidati                                | Voti                        | %     | Liste                                | Voti    | %     | Seggi |
| ----------------------------------------------------- | ---------------------------------------- | --------------------------- | ----- | ------------------------------------ | ------- | ----- | ----- |
|                                                       | Francesco Gentile Accede al ballottaggio | 57.771                      | 38,62 | Forza Italia - CCD                   | 31.612  | 24,11 | 7     |
| Alleanza Nazionale                                    | Francesco Gentile Accede al ballottaggio | 57.771                      | 38,62 | 20.331                               | 15,51   | 5     |       |
| Seggio al candidato sindaco                           | Seggio al candidato sindaco              | Seggio al candidato sindaco | 38,62 | 1                                    |         |       |       |
|                                                       | Flavio Zanonato Accede al ballottaggio   | 47.788                      | 31,95 | Partito Democratico della Sinistra   | 35.562  | 27,12 | 16    |
| Partito Repubblicano Italiano - Federazione Laburista | Flavio Zanonato Accede al ballottaggio   | 47.788                      | 31,95 | 1.726                                | 1,32    | -     |       |
| Ambiente e Solidarietà                                | Flavio Zanonato Accede al ballottaggio   | 47.788                      | 31,95 | 1.455                                | 1,11    | -     |       |
|                                                       | Luigi Mariani                            | 33.310                      | 22,27 | Popolari (A)                         | 12.169  | 9,28  | 4     |
| Lega Nord                                             | Luigi Mariani                            | 33.310                      | 22,27 | 8.785                                | 6,70    | 2     |       |
| Patto dei Democratici (B)                             | Luigi Mariani                            | 33.310                      | 22,27 | 5.184                                | 3,95    | 2     |       |
| Federazione dei Verdi (C)                             | Luigi Mariani                            | 33.310                      | 22,27 | 4.023                                | 3,07    | 1     |       |
| Seggio al candidato sindaco                           | Seggio al candidato sindaco              | Seggio al candidato sindaco | 22,27 | 1                                    |         |       |       |
|                                                       | Dario Marini                             | 5.233                       | 3,50  | Partito della Rifondazione Comunista | 5.349   | 4,08  | 1     |
|                                                       | Emilio Vesce                             | 2.008                       | 1,34  | Lista Pannella - Riformatori (D)     | 1.886   | 1,44  | -     |
|                                                       | Sergio Celin                             | 1.420                       | 0,95  | Polo Democratico Ambientalista (E)   | 1.272   | 0,97  | -     |
|                                                       | Silvia Scattolin                         | 1.113                       | 0,74  | Padova Città Vivibile (F)            | 900     | 0,69  | -     |
|                                                       | Mario Levante                            | 927                         | 0,62  | Padova Comitati                      | 865     | 0,66  | -     |
| Totale                                                | Totale                                   | 149.570                     |       |                                      | 131.119 |       | 40    |

- Le liste contrassegnate con le lettere A, B e C sono apparentate al secondo turno con il candidato sindaco Flavio Zanonato.
- Le liste contrassegnate con le lettere D, E e F sono apparentate al secondo turno con il candidato sindaco Francesco Gentile.

Ballottaggio
| Candidati | Candidati                  | Voti    | %      |
| --------- | -------------------------- | ------- | ------ |
|           | Flavio Zanonato ✔️ Sindaco | 82.700  | 59,76  |
|           | Francesco Gentile          | 55.685  | 40,24  |
| Totale    | Totale                     | 138.385 | 100,00 |

#### Vicenza
| Candidati                    | Candidati                                | Voti                        | %     | Liste                                | Voti   | %     | Seggi |
| ---------------------------- | ---------------------------------------- | --------------------------- | ----- | ------------------------------------ | ------ | ----- | ----- |
|                              | Marino Breganze Accede al ballottaggio   | 29.581                      | 40,50 | Forza Italia                         | 13.348 | 21,02 | 6     |
| Alleanza Nazionale           | Marino Breganze Accede al ballottaggio   | 29.581                      | 40,50 | 7.921                                | 12,47  | 3     |       |
| Centro Cristiano Democratico | Marino Breganze Accede al ballottaggio   | 29.581                      | 40,50 | 2.189                                | 3,45   | 1     |       |
| Unione Popolare Veneta       | Marino Breganze Accede al ballottaggio   | 29.581                      | 40,50 | 712                                  | 1,12   | -     |       |
| Seggio al candidato sindaco  | Seggio al candidato sindaco              | Seggio al candidato sindaco | 40,50 | 1                                    |        |       |       |
|                              | Marino Quaresimin Accede al ballottaggio | 25.277                      | 34,63 | Partito Democratico della Sinistra   | 8.791  | 13,84 | 8     |
| Popolari                     | Marino Quaresimin Accede al ballottaggio | 25.277                      | 34,63 | 7.210                                | 11,35  | 7     |       |
| Federazione dei Verdi        | Marino Quaresimin Accede al ballottaggio | 25.277                      | 34,63 | 3.998                                | 6,29   | 4     |       |
| Patto dei Democratici        | Marino Quaresimin Accede al ballottaggio | 25.277                      | 34,63 | 2.508                                | 3,95   | 2     |       |
|                              | Giuseppe Magnabosco                      | 8.948                       | 12,25 | Lega Nord                            | 8.732  | 13,75 | 4     |
|                              | Maria Giacobbo                           | 4.488                       | 6,14  | Progetto (A)                         | 3.698  | 5,82  | 3     |
|                              | Germano Raniero                          | 2.888                       | 3,95  | Partito della Rifondazione Comunista | 2.753  | 4,33  | 1     |
|                              | Silvano Giometto                         | 1.841                       | 2,52  | Vicenza Democratica                  | 1.654  | 2,60  | -     |
| Totale                       | Totale                                   | 73.036                      |       |                                      | 63.514 |       | 40    |

- La lista contrassegnata con la lettera A è apparentata al secondo turno con il candidato sindaco Marino Quaresimin.

Ballottaggio
| Candidati | Candidati                    | Voti   | %      |
| --------- | ---------------------------- | ------ | ------ |
|           | Marino Quaresimin ✔️ Sindaco | 34.245 | 50,92  |
|           | Marino Breganze              | 33.001 | 49,08  |
| Totale    | Totale                       | 67.246 | 100,00 |

### Friuli-Venezia Giulia

#### Udine
| Candidati                                                 | Candidati                               | Voti                        | %     | Liste                                | Voti   | %     | Seggi |
| --------------------------------------------------------- | --------------------------------------- | --------------------------- | ----- | ------------------------------------ | ------ | ----- | ----- |
|                                                           | Silvana Olivotto Accede al ballottaggio | 27.387                      | 42,36 | Forza Italia                         | 14.527 | 24,21 | 7     |
| Alleanza Nazionale                                        | Silvana Olivotto Accede al ballottaggio | 27.387                      | 42,36 | 8.640                                | 14,40  | 4     |       |
| Centro Cristiano Democratico                              | Silvana Olivotto Accede al ballottaggio | 27.387                      | 42,36 | 1.985                                | 3,31   | 1     |       |
| Lista Pannella - Riformatori                              | Silvana Olivotto Accede al ballottaggio | 27.387                      | 42,36 | 985                                  | 1,64   | -     |       |
| Seggio al candidato sindaco                               | Seggio al candidato sindaco             | Seggio al candidato sindaco | 42,36 | 1                                    |        |       |       |
|                                                           | Enzo Barazza Accede al ballottaggio     | 17.869                      | 27,64 | Partito Democratico della Sinistra   | 8.698  | 14,49 | 10    |
| Verdi - Cristiano Sociali - Partito Repubblicano Italiano | Enzo Barazza Accede al ballottaggio     | 17.869                      | 27,64 | 3.311                                | 5,52   | 4     |       |
| Patto dei Democratici                                     | Enzo Barazza Accede al ballottaggio     | 17.869                      | 27,64 | 1.740                                | 2,90   | 2     |       |
| Federazione Laburista                                     | Enzo Barazza Accede al ballottaggio     | 17.869                      | 27,64 | 1.021                                | 1,70   | 1     |       |
|                                                           | Italo Tavoschi                          | 11.496                      | 17,78 | Partito Popolare Italiano (A)        | 6.193  | 10,32 | 7     |
| Lega Nord                                                 | Italo Tavoschi                          | 11.496                      | 17,78 | 5.384                                | 8,97   | 2     |       |
| Seggio al candidato sindaco                               | Seggio al candidato sindaco             | Seggio al candidato sindaco | 17,78 | 1                                    |        |       |       |
|                                                           | Nedeida Ponte                           | 3.247                       | 5,02  | Partito della Rifondazione Comunista | 3.231  | 5,38  | -     |
|                                                           | Alberto Di Caporiacco                   | 1.818                       | 2,81  | Lega Friuli                          | 1.688  | 2,81  | -     |
|                                                           | Diego Volpe Pasini                      | 1.623                       | 2,51  | Per Udine (B)                        | 1.425  | 2,37  | -     |
|                                                           | Annamaria Germini                       | 1.217                       | 1,88  | Nuova Udine                          | 1.179  | 1,96  | -     |
| Totale                                                    | Totale                                  | 64.657                      |       |                                      | 60.007 |       | 40    |

- La lista contrassegnata con la lettera A è apparentata al secondo turno con il candidato sindaco Enzo Barazza.
- La lista contrassegnata con la lettera B è apparentata al secondo turno con il candidato sindaco Silvana Olivotto.

Ballottaggio
| Candidati | Candidati               | Voti   | %      |
| --------- | ----------------------- | ------ | ------ |
|           | Enzo Barazza ✔️ Sindaco | 31.276 | 52,12  |
|           | Silvana Olivotto        | 28.737 | 47,88  |
| Totale    | Totale                  | 60.013 | 100,00 |

### Liguria

#### Imperia
| Candidati                            | Candidati                              | Voti                        | %     | Liste                                                      | Voti   | %     | Seggi |
| ------------------------------------ | -------------------------------------- | --------------------------- | ----- | ---------------------------------------------------------- | ------ | ----- | ----- |
|                                      | Davide Berio Accede al ballottaggio    | 9.520                       | 33,62 | Partito Democratico della Sinistra - Federazione Laburista | 4.678  | 17,81 | 14    |
| Partito della Rifondazione Comunista | Davide Berio Accede al ballottaggio    | 9.520                       | 33,62 | 1.894                                                      | 7,21   | 6     |       |
| Progetto Città                       | Davide Berio Accede al ballottaggio    | 9.520                       | 33,62 | 1.475                                                      | 5,62   | 4     |       |
|                                      | Claudio Scajola Accede al ballottaggio | 7.854                       | 27,74 | Amministrare Imperia                                       | 7.736  | 29,46 | 7     |
|                                      | Paola Muratorio                        | 7.531                       | 26,60 | Forza Italia                                               | 4.078  | 15,53 | 4     |
| Alleanza Nazionale                   | Paola Muratorio                        | 7.531                       | 26,60 | 1.547                                                      | 5,89   | 1     |       |
| Centro Cristiano Democratico         | Paola Muratorio                        | 7.531                       | 26,60 | 1.516                                                      | 5,77   | 1     |       |
| Seggio al candidato sindaco          | Seggio al candidato sindaco            | Seggio al candidato sindaco | 26,60 | 1                                                          |        |       |       |
|                                      | Gianmarco Dulbecco                     | 1.520                       | 5,37  | Lista civica                                               | 1.471  | 5,60  | 1     |
|                                      | Maurizio Temesio                       | 1.114                       | 3,93  | Lega Nord                                                  | 1.108  | 4,22  | 1     |
|                                      | Emilio Broccoletti                     | 777                         | 2,74  | Uniti per Imperia                                          | 760    | 2,89  | -     |
| Totale                               | Totale                                 | 28.316                      |       |                                                            | 26.263 |       | 40    |

Ballottaggio
| Candidati | Candidati               | Voti   | %      |
| --------- | ----------------------- | ------ | ------ |
|           | Davide Berio ✔️ Sindaco | 14.879 | 55,63  |
|           | Claudio Scajola         | 11.869 | 44,37  |
| Totale    | Totale                  | 26.748 | 100,00 |

### Emilia-Romagna

#### Bologna
| Candidati                     | Candidati                   | Voti                        | %     | Liste                                | Voti    | %     | Seggi |
| ----------------------------- | --------------------------- | --------------------------- | ----- | ------------------------------------ | ------- | ----- | ----- |
|                               | Walter Vitali ✔️ Sindaco    | 145.664                     | 50,41 | Due Torri per Bologna (PDS)          | 104.276 | 38,65 | 22    |
| Democratici per Bologna (PPI) | Walter Vitali ✔️ Sindaco    | 145.664                     | 50,41 | 17.049                               | 6,32    | 3     |       |
| Federazione dei Verdi         | Walter Vitali ✔️ Sindaco    | 145.664                     | 50,41 | 14.136                               | 5,24    | 3     |       |
|                               | Filippo Berselli            | 52.127                      | 18,04 | Alleanza Nazionale                   | 46.840  | 17,36 | 6     |
| Unione Federalista            | Filippo Berselli            | 52.127                      | 18,04 | 1.420                                | 0,53    | -     |       |
| Seggio al candidato sindaco   | Seggio al candidato sindaco | Seggio al candidato sindaco | 18,04 | 1                                    |         |       |       |
|                               | Giuseppe Gazzoni Frascara   | 48.615                      | 16,83 | Bologna Nuova (FI)                   | 44.723  | 16,58 | 7     |
|                               | Ugo Boghetta                | 20.452                      | 7,08  | Partito della Rifondazione Comunista | 20.718  | 7,68  | 3     |
|                               | Giovanni Salizzoni          | 10.569                      | 3,66  | Governare Bologna                    | 9.194   | 3,41  | 1     |
|                               | Luigi Pasquini              | 4.533                       | 1,57  | Lega Nord                            | 4.608   | 1,71  | -     |
|                               | Carlo Monaco                | 3.888                       | 1,35  | Lista Pannella - Riformatori         | 3.816   | 1,41  | -     |
|                               | Ivonne Stefanelli           | 1.605                       | 0,56  | È Tempo di Cambiare                  | 1.558   | 0,58  | -     |
|                               | Marcantonio Bezicheri       | 1.041                       | 0,36  | Movimento Sociale Fiamma Tricolore   | 1.028   | 0,38  | -     |
|                               | Aldo Dinacci                | 439                         | 0,15  | Movimento Padri Separati             | 395     | 0,15  | -     |
| Totale                        | Totale                      | 288.933                     |       |                                      | 269.762 |       | 46    |

#### Ferrara
| Candidati                                           | Candidati                                | Voti                        | %     | Liste                                                     | Voti   | %     | Seggi |
| --------------------------------------------------- | ---------------------------------------- | --------------------------- | ----- | --------------------------------------------------------- | ------ | ----- | ----- |
|                                                     | Roberto Soffritti Accede al ballottaggio | 46.817                      | 45,71 | Partito Democratico della Sinistra - Alleanza Democratica | 40.836 | 42,46 | 22    |
| Popolari - Partito Socialista Democratico Italiano  | Roberto Soffritti Accede al ballottaggio | 46.817                      | 45,71 | 3.091                                                     | 3,21   | 1     |       |
| Socialisti Italiani - Partito Repubblicano Italiano | Roberto Soffritti Accede al ballottaggio | 46.817                      | 45,71 | 2.209                                                     | 2,30   | 1     |       |
|                                                     | Gianluca Fantoni Accede al ballottaggio  | 22.626                      | 22,09 | Rinascita Estense                                         | 22.259 | 23,14 | 8     |
|                                                     | Dario Franceschini                       | 19.511                      | 19,05 | Ferrara Democratica                                       | 10.559 | 10,98 | 3     |
| Federazione dei Verdi                               | Dario Franceschini                       | 19.511                      | 19,05 | 4.158                                                     | 4,32   | 1     |       |
| Seggio al candidato sindaco                         | Seggio al candidato sindaco              | Seggio al candidato sindaco | 19,05 | 1                                                         |        |       |       |
|                                                     | Gianluca Merchiori                       | 6.685                       | 6,53  | Partito della Rifondazione Comunista                      | 6.555  | 6,82  | 2     |
|                                                     | Giovanni Cavicchi                        | 2.883                       | 2,81  | Lega Nord                                                 | 2.794  | 2,91  | 1     |
|                                                     | Mario Zamorani                           | 2.456                       | 2,40  | Lista Pannella - Riformatori                              | 2.352  | 2,45  | -     |
|                                                     | Giorgio Mazzoni                          | 1.452                       | 1,42  | Ferrara Proposta                                          | 1.361  | 1,42  | -     |
| Totale                                              | Totale                                   | 102.430                     |       |                                                           | 96.174 |       | 40    |

Ballottaggio
| Candidati | Candidati                    | Voti   | %      |
| --------- | ---------------------------- | ------ | ------ |
|           | Roberto Soffritti ✔️ Sindaco | 55.378 | 60,70  |
|           | Gianluca Fantoni             | 35.856 | 39,30  |
| Totale    | Totale                       | 91.234 | 100,00 |

#### Forlì
| Candidati                        | Candidati                   | Voti   | %     | Liste                                   | Voti   | %     | Seggi |
| -------------------------------- | --------------------------- | ------ | ----- | --------------------------------------- | ------ | ----- | ----- |
|                                  | Franco Rusticali ✔️ Sindaco | 45.582 | 57,26 | Partito Democratico della Sinistra      | 31.443 | 40,48 | 17    |
| Patto dei Democratici - Popolari | Franco Rusticali ✔️ Sindaco | 45.582 | 57,26 | 7.453                                   | 9,60   | 4     |       |
| Partito Repubblicano Italiano    | Franco Rusticali ✔️ Sindaco | 45.582 | 57,26 | 5.327                                   | 6,86   | 3     |       |
|                                  | Giovanni Fontana Elliot     | 22.234 | 27,93 | Forza Italia - Alleanza Nazionale - CCD | 21.860 | 28,14 | 11    |
|                                  | Gianfranco Sacchetti        | 5.621  | 7,06  | Partito della Rifondazione Comunista    | 5.600  | 7,21  | 3     |
|                                  | Pier Franco Rolli           | 3.412  | 4,29  | Partito Popolare Italiano               | 3.331  | 4,29  | 1     |
|                                  | Donatello Caroli            | 2.759  | 3,47  | Federazione dei Verdi                   | 2.661  | 3,43  | 1     |
| Totale                           | Totale                      | 79.608 | 100   |                                         | 77.675 | 100   | 40    |

#### Modena
| Candidati             | Candidati                     | Voti    | %     | Liste                                | Voti    | %     | Seggi |
| --------------------- | ----------------------------- | ------- | ----- | ------------------------------------ | ------- | ----- | ----- |
|                       | Giuliano Barbolini ✔️ Sindaco | 75.508  | 59,94 | Partito Democratico della Sinistra   | 55.669  | 45,82 | 20    |
| Patto dei Democratici | Giuliano Barbolini ✔️ Sindaco | 75.508  | 59,94 | 6.735                                | 5,54    | 2     |       |
| Popolari              | Giuliano Barbolini ✔️ Sindaco | 75.508  | 59,94 | 5.739                                | 4,72    | 2     |       |
| Federazione dei Verdi | Giuliano Barbolini ✔️ Sindaco | 75.508  | 59,94 | 4.265                                | 3,51    | 1     |       |
|                       | Vittorio Rossi                | 32.686  | 25,95 | Polo per Modena                      | 31.681  | 26,08 | 11    |
|                       | Alvaro Colombo                | 8.829   | 7,01  | Partito della Rifondazione Comunista | 8.758   | 7,21  | 3     |
|                       | Antonio Grillenzoni           | 4.300   | 3,41  | Lega Nord                            | 4.277   | 3,52  | 1     |
|                       | Daniele Bindo                 | 2.402   | 1,91  | Lista Pannella - Riformatori         | 2.358   | 1,94  | -     |
|                       | Benito Bagni                  | 2.253   | 1,79  | Impegno Civico                       | 2.010   | 1,65  | -     |
| Totale                | Totale                        | 125.978 |       |                                      | 121.492 |       | 40    |

#### Reggio Emilia
| Candidati             | Candidati                          | Voti   | %     | Liste                                | Voti   | %     | Seggi |
| --------------------- | ---------------------------------- | ------ | ----- | ------------------------------------ | ------ | ----- | ----- |
|                       | Antonella Spaggiari Eletta sindaco | 62.223 | 64,78 | Partito Democratico della Sinistra   | 43.265 | 46,54 | 20    |
| Popolari              | Antonella Spaggiari Eletta sindaco | 62.223 | 64,78 | 9.235                                | 9,93   | 4     |       |
| Patto dei Democratici | Antonella Spaggiari Eletta sindaco | 62.223 | 64,78 | 5.007                                | 5,39   | 2     |       |
| Federazione dei Verdi | Antonella Spaggiari Eletta sindaco | 62.223 | 64,78 | 2.434                                | 2,62   | 1     |       |
|                       | Gian Paolo Barazzoni               | 20.460 | 21,30 | Polo di Reggio                       | 20.170 | 21,70 | 9     |
|                       | Giuliano Rovacchi                  | 5.307  | 5,53  | Partito della Rifondazione Comunista | 5.340  | 5,74  | 2     |
|                       | Emanuela Crotti                    | 2.890  | 3,01  | Lega Nord                            | 2.870  | 3,09  | 1     |
|                       | Alessandro Parmiggiani             | 2.499  | 2,60  | Città Democratica                    | 2.249  | 2,42  | 1     |
|                       | Stella Borghi                      | 1.403  | 1,46  | Lista Pannella - Riformatori         | 1.292  | 1,39  | -     |
|                       | Lucio Consolini                    | 1.265  | 1,32  | Socialisti Italiani                  | 1.102  | 1,19  | -     |
| Totale                | Totale                             | 96.047 |       |                                      | 92.964 |       | 40    |

#### Rimini
| Candidati                                 | Candidati                               | Voti   | %     | Liste                                                          | Voti   | %     | Seggi |
| ----------------------------------------- | --------------------------------------- | ------ | ----- | -------------------------------------------------------------- | ------ | ----- | ----- |
|                                           | Giuseppe Chicchi Accede al ballottaggio | 43.938 | 48,22 | Partito Democratico della Sinistra                             | 31.588 | 35,48 | 18    |
| Patto dei Democratici                     | Giuseppe Chicchi Accede al ballottaggio | 43.938 | 48,22 | 8.433                                                          | 9,47   | 5     |       |
| Federazione dei Verdi - Cristiano Sociali | Giuseppe Chicchi Accede al ballottaggio | 43.938 | 48,22 | 3.112                                                          | 3,50   | 1     |       |
|                                           | Mario Gentilini Accede al ballottaggio  | 20.917 | 22,96 | Forza Italia - PRI - SOLE - CCD - Il Polo Popolare - Lega Nord | 20.456 | 22,97 | 8     |
|                                           | Oronzo Zilli                            | 13.210 | 14,50 | Alleanza Nazionale (A)                                         | 12.962 | 14,56 | 5     |
|                                           | Cesare Mangianti                        | 6.307  | 6,92  | Partito della Rifondazione Comunista                           | 6.261  | 7,03  | 2     |
|                                           | Arrigo Albini                           | 3.617  | 3,97  | Città Aperta                                                   | 3.165  | 3,55  | 1     |
|                                           | Mirella Canini Venturini                | 1.745  | 1,92  | Lista Verde Alternativa (B)                                    | 1.676  | 1,88  | -     |
|                                           | Manuela Fabbri                          | 1.378  | 1,51  | Lista Pannella - Riformatori (C)                               | 1.388  | 1,56  | -     |
| Totale                                    | Totale                                  | 91.112 |       |                                                                | 89.041 |       | 40    |

- Le liste contrassegnate con le lettere A, B e C sono apparentate al secondo turno con il candidato sindaco Mario Gentilini.

Ballottaggio
| Candidati | Candidati                   | Voti   | %      |
| --------- | --------------------------- | ------ | ------ |
|           | Giuseppe Chicchi ✔️ Sindaco | 44.795 | 56,79  |
|           | Mario Gentilini             | 34.083 | 43,21  |
| Totale    | Totale                      | 78.878 | 100,00 |

### Toscana

#### Arezzo
| Candidati                   | Candidati                               | Voti                        | %     | Liste                                  | Voti   | %     | Seggi |
| --------------------------- | --------------------------------------- | --------------------------- | ----- | -------------------------------------- | ------ | ----- | ----- |
|                             | Paolo Ricci Accede al ballottaggio      | 29.587                      | 47,48 | Partito Democratico della Sinistra     | 19.478 | 33,70 | 17    |
| Popolari                    | Paolo Ricci Accede al ballottaggio      | 29.587                      | 47,48 | 6.063                                  | 10,49  | 5     |       |
| Patto Democratico - Verdi   | Paolo Ricci Accede al ballottaggio      | 29.587                      | 47,48 | 2.395                                  | 4,14   | 2     |       |
|                             | Pier Luigi Rossi Accede al ballottaggio | 21.601                      | 34,66 | Forza Italia - CCD - Sinistra Liberale | 10.219 | 17,68 | 5     |
| Alleanza Nazionale          | Pier Luigi Rossi Accede al ballottaggio | 21.601                      | 34,66 | 9.582                                  | 16,58  | 5     |       |
| Seggio al candidato sindaco | Seggio al candidato sindaco             | Seggio al candidato sindaco | 34,66 | 1                                      |        |       |       |
|                             | Emilio De Giudici                       | 6.468                       | 10,38 | Partito della Rifondazione Comunista   | 6.103  | 10,56 | 3     |
|                             | Luigi Armandi                           | 4.660                       | 7,48  | Forza Arezzo                           | 2.542  | 4,40  | 1     |
| Unione dei Cittadini        | Luigi Armandi                           | 4.660                       | 7,48  | 1.417                                  | 2,45   | -     |       |
| Seggio al candidato sindaco | Seggio al candidato sindaco             | Seggio al candidato sindaco | 7,48  | 1                                      |        |       |       |
| Totale                      | Totale                                  | 62.316                      |       |                                        | 57.799 |       | 40    |

Ballottaggio
| Candidati | Candidati              | Voti   | %      |
| --------- | ---------------------- | ------ | ------ |
|           | Paolo Ricci ✔️ Sindaco | 33.496 | 60,85  |
|           | Pierluigi Rossi        | 21.548 | 39,15  |
| Totale    | Totale                 | 55.044 | 100,00 |

#### Firenze
| Candidati                                    | Candidati                   | Voti                        | %     | Liste                              | Voti    | %     | Seggi |
| -------------------------------------------- | --------------------------- | --------------------------- | ----- | ---------------------------------- | ------- | ----- | ----- |
|                                              | Mario Primicerio ✔️ Sindaco | 158.746                     | 59,94 | Partito Democratico della Sinistra | 88.105  | 36,05 | 19    |
| Partito della Rifondazione Comunista         | Mario Primicerio ✔️ Sindaco | 158.746                     | 59,94 | 25.347                             | 10,37   | 5     |       |
| Patto dei Democratici                        | Mario Primicerio ✔️ Sindaco | 158.746                     | 59,94 | 9.090                              | 3,72    | 2     |       |
| Federazione dei Verdi                        | Mario Primicerio ✔️ Sindaco | 158.746                     | 59,94 | 7.168                              | 2,93    | 1     |       |
| Uniti per la Città (Popolari - Lista civica) | Mario Primicerio ✔️ Sindaco | 158.746                     | 59,94 | 7.083                              | 2,90    | 1     |       |
| Federazione Laburista                        | Mario Primicerio ✔️ Sindaco | 158.746                     | 59,94 | 5.117                              | 2,09    | 1     |       |
| Partito Repubblicano Italiano                | Mario Primicerio ✔️ Sindaco | 158.746                     | 59,94 | 2.115                              | 0,87    | -     |       |
| Intesa Fiorentina                            | Mario Primicerio ✔️ Sindaco | 158.746                     | 59,94 | 1.703                              | 0,70    | -     |       |
|                                              | Giorgio Morales             | 58.339                      | 22,03 | Forza Italia                       | 41.173  | 16,85 | 7     |
| Partito Popolare Italiano                    | Giorgio Morales             | 58.339                      | 22,03 | 10.389                             | 4,25    | 2     |       |
| Lista Pannella - Riformatori                 | Giorgio Morales             | 58.339                      | 22,03 | 2.914                              | 1,19    | -     |       |
| Seggio al candidato sindaco                  | Seggio al candidato sindaco | Seggio al candidato sindaco | 22,03 | 1                                  |         |       |       |
|                                              | Marco Cellai                | 42.116                      | 15,90 | Alleanza Nazionale                 | 39.298  | 16,08 | 7     |
|                                              | Alessandro Mazzerelli       | 2.511                       | 0,95  | Movimento Autonomista Toscano      | 2.313   | 0,95  | -     |
|                                              | Domenico Valentino          | 1.780                       | 0,67  | Valentino                          | 1.474   | 0,60  | -     |
|                                              | Paolo Vecchi                | 1.341                       | 0,51  | Alleanza Umanista                  | 1.088   | 0,45  | -     |
| Totale                                       | Totale                      | 264.833                     |       |                                    | 244.377 |       | 46    |

#### Livorno
| Candidati                                 | Candidati                      | Voti                        | %     | Liste                                 | Voti    | %     | Seggi |
| ----------------------------------------- | ------------------------------ | --------------------------- | ----- | ------------------------------------- | ------- | ----- | ----- |
|                                           | Gianfranco Lamberti ✔️ Sindaco | 57.617                      | 51,07 | Partito Democratico della Sinistra    | 42.621  | 39,41 | 19    |
| Popolari                                  | Gianfranco Lamberti ✔️ Sindaco | 57.617                      | 51,07 | 4.379                                 | 4,05    | 2     |       |
| Patto dei Democratici                     | Gianfranco Lamberti ✔️ Sindaco | 57.617                      | 51,07 | 3.656                                 | 3,38    | 1     |       |
| Federazione dei Verdi                     | Gianfranco Lamberti ✔️ Sindaco | 57.617                      | 51,07 | 3.088                                 | 2,86    | 1     |       |
| Cristiano Sociali - Federazione Laburista | Gianfranco Lamberti ✔️ Sindaco | 57.617                      | 51,07 | 2.906                                 | 2,69    | 1     |       |
|                                           | Walter Martigli                | 31.525                      | 27,94 | Forza Italia - CCD - Il Polo Popolare | 17.173  | 15,88 | 5     |
| Alleanza Nazionale                        | Walter Martigli                | 31.525                      | 27,94 | 12.700                                | 11,74   | 4     |       |
| Seggio al candidato sindaco               | Seggio al candidato sindaco    | Seggio al candidato sindaco | 27,94 | 1                                     |         |       |       |
|                                           | Edda Fagni                     | 18.815                      | 16,68 | Partito della Rifondazione Comunista  | 17.391  | 16,08 | 6     |
|                                           | Pier Fernando Giorgetti        | 2.901                       | 2,57  | Partito Repubblicano Italiano         | 2.386   | 2,21  | -     |
|                                           | Mario Cillari                  | 1.198                       | 1,06  | Lista Pannella - Riformatori          | 1.170   | 1,08  | -     |
|                                           | Gabriella Guarguaglini         | 759                         | 0,67  | Partito della Legge Naturale          | 670     | 0,62  | -     |
| Totale                                    | Totale                         | 112.815                     |       |                                       | 108.140 |       | 40    |

#### Prato
| Candidati                                       | Candidati                   | Voti                        | %     | Liste                                           | Voti    | %     | Seggi |
| ----------------------------------------------- | --------------------------- | --------------------------- | ----- | ----------------------------------------------- | ------- | ----- | ----- |
|                                                 | Fabrizio Mattei ✔️ Sindaco  | 60.988                      | 54,58 | Partito Democratico della Sinistra              | 47.316  | 44,35 | 20    |
| Popolari                                        | Fabrizio Mattei ✔️ Sindaco  | 60.988                      | 54,58 | 5.345                                           | 5,01    | 2     |       |
| Patto dei Democratici                           | Fabrizio Mattei ✔️ Sindaco  | 60.988                      | 54,58 | 2.767                                           | 2,59    | 1     |       |
| Federazione dei Verdi                           | Fabrizio Mattei ✔️ Sindaco  | 60.988                      | 54,58 | 2.407                                           | 2,26    | 1     |       |
| Federazione Laburista - Cristiano Sociali - PRI | Fabrizio Mattei ✔️ Sindaco  | 60.988                      | 54,58 | 1.089                                           | 1,02    | -     |       |
|                                                 | Lamberto Cecchi             | 40.233                      | 36,01 | Forza Italia - Il Polo Popolare                 | 20.756  | 19,49 | 7     |
| Alleanza Nazionale                              | Lamberto Cecchi             | 40.233                      | 36,01 | 13.635                                          | 12,78   | 4     |       |
| Lista civica                                    | Lamberto Cecchi             | 40.233                      | 36,01 | 2.917                                           | 2,73    | 1     |       |
| Seggio al candidato sindaco                     | Seggio al candidato sindaco | Seggio al candidato sindaco | 36,01 | 1                                               |         |       |       |
|                                                 | Gino Neri                   | 8.775                       | 7,85  | Partito della Rifondazione Comunista            | 8.818   | 8,27  | 3     |
|                                                 | Stefania Mari               | 1.736                       | 1,55  | Lega Nord - GAP - Partito Socialista Riformista | 1.632   | 1,53  | -     |
| Totale                                          | Totale                      | 111.732                     |       |                                                 | 106.682 |       | 40    |

### Umbria

#### Perugia
| Candidati                                                       | Candidati                     | Voti                        | %     | Liste                              | Voti   | %     | Seggi |
| --------------------------------------------------------------- | ----------------------------- | --------------------------- | ----- | ---------------------------------- | ------ | ----- | ----- |
|                                                                 | Gianfranco Maddoli ✔️ Sindaco | 57.629                      | 56,23 | Partito Democratico della Sinistra | 33.523 | 34,36 | 15    |
| Partito della Rifondazione Comunista                            | Gianfranco Maddoli ✔️ Sindaco | 57.629                      | 56,23 | 8.850                              | 9,07   | 4     |       |
| Patto dei Democratici                                           | Gianfranco Maddoli ✔️ Sindaco | 57.629                      | 56,23 | 6.772                              | 6,94   | 3     |       |
| Insieme per Perugia                                             | Gianfranco Maddoli ✔️ Sindaco | 57.629                      | 56,23 | 4.426                              | 4,54   | 2     |       |
| Federazione dei Verdi                                           | Gianfranco Maddoli ✔️ Sindaco | 57.629                      | 56,23 | 2.056                              | 2,11   | -     |       |
|                                                                 | Giuliano Cerulli              | 36.500                      | 35,62 | Forza Italia - Il Polo Popolare    | 19.415 | 19,90 | 7     |
| Alleanza Nazionale - Uniti per l'Umbria - Caccia Pesca Ambiente | Giuliano Cerulli              | 36.500                      | 35,62 | 15.253                             | 15,63  | 6     |       |
| Seggio al candidato sindaco                                     | Seggio al candidato sindaco   | Seggio al candidato sindaco | 35,62 | 1                                  |        |       |       |
|                                                                 | Mario Valentini               | 6.597                       | 6,44  | Federazione Laburista              | 5.930  | 6,08  | 2     |
|                                                                 | Andrea Maori                  | 1.755                       | 1,71  | Lista Pannella - Riformatori       | 1.336  | 1,37  | -     |
| Totale                                                          | Totale                        | 102.481                     |       |                                    | 97.561 |       | 40    |

### Marche

#### Ascoli Piceno
| Candidati                            | Candidati                                 | Voti                        | %     | Liste                                       | Voti   | %     | Seggi |
| ------------------------------------ | ----------------------------------------- | --------------------------- | ----- | ------------------------------------------- | ------ | ----- | ----- |
|                                      | Roberto Allevi Accede al ballottaggio     | 13.239                      | 37,07 | Partito Democratico della Sinistra          | 6.240  | 19,29 | 11    |
| Partito della Rifondazione Comunista | Roberto Allevi Accede al ballottaggio     | 13.239                      | 37,07 | 2.670                                       | 8,25   | 5     |       |
| Patto dei Democratici                | Roberto Allevi Accede al ballottaggio     | 13.239                      | 37,07 | 1.561                                       | 4,83   | 3     |       |
| Federazione dei Verdi                | Roberto Allevi Accede al ballottaggio     | 13.239                      | 37,07 | 967                                         | 2,99   | 1     |       |
|                                      | Nazzareno Cappelli Accede al ballottaggio | 11.307                      | 31,66 | Forza Italia - Centro Cristiano Democratico | 6.101  | 18,86 | 4     |
| Partito Popolare Italiano            | Nazzareno Cappelli Accede al ballottaggio | 11.307                      | 31,66 | 4.378                                       | 13,53  | 4     |       |
| Seggio al candidato sindaco          | Seggio al candidato sindaco               | Seggio al candidato sindaco | 31,66 | 1                                           |        |       |       |
|                                      | Innocenzo Cenciarini                      | 8.897                       | 24,91 | Alleanza Nazionale (A)                      | 1.473  | 20,09 | 5     |
| Crescita                             | Innocenzo Cenciarini                      | 8.897                       | 24,91 | 1.473                                       | 4,55   | 1     |       |
| Seggio al candidato sindaco          | Seggio al candidato sindaco               | Seggio al candidato sindaco | 24,91 | 1                                           |        |       |       |
|                                      | Domenico Procaccini                       | 2.270                       | 6,36  | Popolari (B)                                | 2.459  | 7,60  | 4     |
| Totale                               | Totale                                    | 35.713                      |       |                                             | 32.348 |       | 40    |

- La lista contrassegnata con la lettera A è apparentata al secondo turno con il candidato sindaco Nazzareno Cappelli.
- La lista contrassegnata con la lettera B è apparentata al secondo turno con il candidato sindaco Roberto Allevi.

Ballottaggio
| Candidati | Candidati                 | Voti   | %      |
| --------- | ------------------------- | ------ | ------ |
|           | Roberto Allevi ✔️ Sindaco | 18.602 | 56,01  |
|           | Nazzareno Cappelli        | 14.611 | 43,99  |
| Totale    | Totale                    | 33.213 | 100,00 |

#### Pesaro
| Candidati                   | Candidati                                | Voti                        | %     | Liste                                | Voti   | %     | Seggi |
| --------------------------- | ---------------------------------------- | --------------------------- | ----- | ------------------------------------ | ------ | ----- | ----- |
|                             | Oriano Giovanelli Accede al ballottaggio | 29.194                      | 46,83 | Partito Democratico della Sinistra   | 22.619 | 39,01 | 20    |
| Patto dei Democratici       | Oriano Giovanelli Accede al ballottaggio | 29.194                      | 46,83 | 3.771                                | 6,51   | 3     |       |
| Insieme per Cambiare        | Oriano Giovanelli Accede al ballottaggio | 29.194                      | 46,83 | 1.840                                | 3,17   | 1     |       |
|                             | Francesco Grianti Accede al ballottaggio | 13.635                      | 21,87 | Pesaro Nuova                         | 12.306 | 21,17 | 8     |
|                             | Paolo Drago                              | 7.913                       | 12,69 | Insieme per Pesaro                   | 3.350  | 5,80  | 1     |
| Federazione dei Verdi       | Paolo Drago                              | 7.913                       | 12,69 | 2.962                                | 5,13   | 1     |       |
| Seggio al candidato sindaco | Seggio al candidato sindaco              | Seggio al candidato sindaco | 12,69 | 1                                    |        |       |       |
|                             | Ilario Barbanti                          | 5.239                       | 8,40  | Partito Popolare Italiano (A)        | 4.881  | 8,45  | 2     |
|                             | Marco Savelli                            | 4.288                       | 6,88  | Partito della Rifondazione Comunista | 4.171  | 7,22  | 2     |
|                             | Eligio Palazzetti                        | 2.077                       | 3,33  | Centro Cristiano Democratico (B)     | 2.039  | 3,53  | 1     |
| Totale                      | Totale                                   | 62.346                      |       |                                      | 57.751 |       | 40    |

- Le liste contrassegnate con le lettere A e B sono apparentate al secondo turno con il candidato sindaco Francesco Grianti.

Ballottaggio
| Candidati | Candidati                    | Voti   | %      |
| --------- | ---------------------------- | ------ | ------ |
|           | Oriano Giovanelli ✔️ Sindaco | 34.011 | 60,42  |
|           | Francesco Grianti            | 22.277 | 39,58  |
| Totale    | Totale                       | 56.288 | 100,00 |

#### Urbino
| Candidati                          | Candidati                  | Voti   | %     | Liste                                | Voti   | %     | Seggi |
| ---------------------------------- | -------------------------- | ------ | ----- | ------------------------------------ | ------ | ----- | ----- |
|                                    | Massimo Galuzzi ✔️ Sindaco | 7.506  | 71,36 | Partito Democratico della Sinistra   | 5.246  | 51,47 | 12    |
| Popolari - Patto Segni - Lega Nord | Massimo Galuzzi ✔️ Sindaco | 7.506  | 71,36 | 1.158                                | 11,36  | 2     |       |
| Progetto per Urbino                | Massimo Galuzzi ✔️ Sindaco | 7.506  | 71,36 | 529                                  | 5,19   | 1     |       |
| Socialisti per Urbino              | Massimo Galuzzi ✔️ Sindaco | 7.506  | 71,36 | 459                                  | 4,50   | 1     |       |
|                                    | Salvatore Sudano           | 1.323  | 12,58 | Polo delle Libertà                   | 1.302  | 12,77 | 2     |
|                                    | Renato Bruscaglia          | 865    | 8,22  | Per Urbino Capoluogo                 | 696    | 6,83  | 1     |
|                                    | Donato Demeli              | 824    | 7,83  | Partito della Rifondazione Comunista | 803    | 7,88  | 1     |
| Totale                             | Totale                     | 10.518 |       |                                      | 10.193 |       | 20    |

### Lazio

#### Frosinone
| Candidati                                                       | Candidati                                     | Voti                        | %     | Liste                                | Voti   | %     | Seggi |
| --------------------------------------------------------------- | --------------------------------------------- | --------------------------- | ----- | ------------------------------------ | ------ | ----- | ----- |
|                                                                 | Paolo Fanelli Accede al ballottaggio          | 13.750                      | 43,51 | Forza Italia                         | 6.772  | 22,80 | 12    |
| Alleanza Nazionale                                              | Paolo Fanelli Accede al ballottaggio          | 13.750                      | 43,51 | 5.071                                | 17,07  | 9     |       |
| Centro Cristiano Democratico                                    | Paolo Fanelli Accede al ballottaggio          | 13.750                      | 43,51 | 1.748                                | 5,88   | 3     |       |
|                                                                 | Gian Franco Schietroma Accede al ballottaggio | 10.274                      | 32,51 | Partito Democratico della Sinistra   | 3.467  | 11,67 | 4     |
| Federazione Laburista - Partito Socialista Democratico Italiano | Gian Franco Schietroma Accede al ballottaggio | 10.274                      | 32,51 | 3.144                                | 10,58  | 3     |       |
| Popolari                                                        | Gian Franco Schietroma Accede al ballottaggio | 10.274                      | 32,51 | 2.124                                | 7,15   | 2     |       |
| Federazione dei Verdi                                           | Gian Franco Schietroma Accede al ballottaggio | 10.274                      | 32,51 | 687                                  | 2,31   | -     |       |
| Seggio al candidato sindaco                                     | Seggio al candidato sindaco                   | Seggio al candidato sindaco | 32,51 | 1                                    |        |       |       |
|                                                                 | Sandro Lunghi                                 | 3.064                       | 9,70  | Lista civica                         | 2.401  | 8,08  | 2     |
|                                                                 | Nicola Ottaviani                              | 2.100                       | 6,65  | Movimento Costituente                | 1.846  | 6,21  | 2     |
|                                                                 | Antonio Chiappini                             | 1.211                       | 3,83  | Lista civica                         | 1.183  | 3,98  | 1     |
|                                                                 | Paolo Pilozzi                                 | 1.067                       | 3,38  | Partito della Rifondazione Comunista | 1.142  | 3,84  | 1     |
|                                                                 | Laura Franconetti                             | 136                         | 0,43  | Lega Italia Federale                 | 123    | 0,41  | -     |
| Totale                                                          | Totale                                        | 31.602                      |       |                                      | 29.708 |       | 40    |

Ballottaggio
| Candidati | Candidati                | Voti   | %      |
| --------- | ------------------------ | ------ | ------ |
|           | Paolo Fanelli ✔️ Sindaco | 15.888 | 52,17  |
|           | Gian Franco Schietroma   | 14.568 | 47,83  |
| Totale    | Totale                   | 30.456 | 100,00 |

#### Viterbo
| Candidati                            | Candidati                              | Voti                        | %     | Liste                              | Voti   | %     | Seggi |
| ------------------------------------ | -------------------------------------- | --------------------------- | ----- | ---------------------------------- | ------ | ----- | ----- |
|                                      | Marcello Meroi Accede al ballottaggio  | 17.014                      | 40,51 | Alleanza Nazionale                 | 8.625  | 21,93 | 14    |
| Forza Italia                         | Marcello Meroi Accede al ballottaggio  | 17.014                      | 40,51 | 6.563                              | 16,69  | 10    |       |
| Viva Viterbo                         | Marcello Meroi Accede al ballottaggio  | 17.014                      | 40,51 | 486                                | 1,24   | -     |       |
|                                      | Enrico Mezzetti Accede al ballottaggio | 9.666                       | 23,02 | Partito Democratico della Sinistra | 6.244  | 15,88 | 4     |
| Partito della Rifondazione Comunista | Enrico Mezzetti Accede al ballottaggio | 9.666                       | 23,02 | 2.056                              | 5,23   | 1     |       |
| Federazione dei Verdi                | Enrico Mezzetti Accede al ballottaggio | 9.666                       | 23,02 | 422                                | 1,07   | -     |       |
| Seggio al candidato sindaco          | Seggio al candidato sindaco            | Seggio al candidato sindaco | 23,02 | 1                                  |        |       |       |
|                                      | Giuseppe Fioroni                       | 8.539                       | 20,33 | Popolari                           | 8.128  | 20,67 | 6     |
|                                      | Silvio Ascenzi                         | 4.770                       | 11,36 | Centro Cristiano Democratico       | 4.374  | 11,12 | 3     |
|                                      | Pierluigi Occhini                      | 1.034                       | 2,46  | Sì a Viterbo (A)                   | 1.351  | 3,44  | 1     |
|                                      | Paolo Bettini                          | 624                         | 1,49  | Primavera Viterbese                | 729    | 1,85  | -     |
|                                      | Francesco Grattarola                   | 351                         | 0,84  | Lista Pannella - Riformatori       | 352    | 0,89  | -     |
| Totale                               | Totale                                 | 41.998                      |       |                                    | 39.330 |       | 40    |

- La lista contrassegnata con la lettera A è apparentata al secondo turno con il candidato sindaco Enrico Mezzetti.

Ballottaggio
| Candidati | Candidati                 | Voti   | %      |
| --------- | ------------------------- | ------ | ------ |
|           | Marcello Meroi ✔️ Sindaco | 21.999 | 56,14  |
|           | Enrico Mezzetti           | 17.185 | 43,86  |
| Totale    | Totale                    | 39.184 | 100,00 |

### Abruzzo

#### Teramo
| Candidati                    | Candidati                   | Voti                        | %     | Liste                                | Voti   | %     | Seggi |
| ---------------------------- | --------------------------- | --------------------------- | ----- | ------------------------------------ | ------ | ----- | ----- |
|                              | Angelo Sperandio ✔️ Sindaco | 18.167                      | 50,81 | Partito Democratico della Sinistra   | 5.816  | 17,01 | 7     |
| Popolari                     | Angelo Sperandio ✔️ Sindaco | 18.167                      | 50,81 | 4.414                                | 12,91  | 5     |       |
| Costruire la Città           | Angelo Sperandio ✔️ Sindaco | 18.167                      | 50,81 | 3.884                                | 11,36  | 5     |       |
| Patto dei Democratici        | Angelo Sperandio ✔️ Sindaco | 18.167                      | 50,81 | 1.681                                | 4,92   | 2     |       |
| Federazione dei Verdi        | Angelo Sperandio ✔️ Sindaco | 18.167                      | 50,81 | 1.065                                | 3,11   | 1     |       |
|                              | Vincenzo Cameli             | 15.295                      | 42,78 | Forza Italia - Il Polo Popolare      | 6.385  | 18,68 | 8     |
| Alleanza Nazionale           | Vincenzo Cameli             | 15.295                      | 42,78 | 4.726                                | 13,82  | 5     |       |
| Centro Cristiano Democratico | Vincenzo Cameli             | 15.295                      | 42,78 | 3.918                                | 11,46  | 4     |       |
| Seggio al candidato sindaco  | Seggio al candidato sindaco | Seggio al candidato sindaco | 42,78 | 1                                    |        |       |       |
|                              | Fausto Lucca                | 1.579                       | 4,42  | Partito della Rifondazione Comunista | 1.620  | 4,74  | 2     |
|                              | Enzo D'Ignazio              | 714                         | 2,00  | Lista civica                         | 681    | 1,99  | -     |
| Totale                       | Totale                      | 35.755                      |       |                                      | 34.190 |       | 40    |

### Molise

#### Campobasso
| Candidati                            | Candidati                            | Voti                        | %     | Liste                              | Voti   | %     | Seggi |
| ------------------------------------ | ------------------------------------ | --------------------------- | ----- | ---------------------------------- | ------ | ----- | ----- |
|                                      | Augusto Massa Accede al ballottaggio | 14.551                      | 43,46 | Partito Democratico della Sinistra | 5.489  | 17,50 | 12    |
| Popolari                             | Augusto Massa Accede al ballottaggio | 14.551                      | 43,46 | 2.485                              | 7,92   | 5     |       |
| Patto dei Democratici                | Augusto Massa Accede al ballottaggio | 14.551                      | 43,46 | 2.115                              | 6,74   | 4     |       |
| Partito della Rifondazione Comunista | Augusto Massa Accede al ballottaggio | 14.551                      | 43,46 | 1.759                              | 5,61   | 3     |       |
|                                      | Silvano Amici Accede al ballottaggio | 5.826                       | 17,40 | Forza Italia                       | 4.533  | 14,45 | 4     |
| Partito Popolare Italiano            | Silvano Amici Accede al ballottaggio | 5.826                       | 17,40 | 2.237                              | 7,13   | 1     |       |
| Seggio al candidato sindaco          | Seggio al candidato sindaco          | Seggio al candidato sindaco | 17,40 | 1                                  |        |       |       |
|                                      | Giuseppe Saluppo                     | 5.778                       | 17,26 | Alleanza Nazionale (A)             | 5.399  | 17,21 | 5     |
|                                      | Vincenzo Di Grezia                   | 3.730                       | 11,14 | Centro Cristiano Democratico (B)   | 3.535  | 11,27 | 3     |
|                                      | Luigino De Rensis                    | 2.175                       | 6,50  | Lista civica                       | 2.196  | 7,00  | 1     |
|                                      | Antonio Martino                      | 1.422                       | 4,25  | Partito Popolare Progressista (C)  | 1.619  | 5,16  | 1     |
| Totale                               | Totale                               | 33.482                      |       |                                    | 31.367 |       | 40    |

- Le liste contrassegnate con le lettere A, B e C sono apparentate al secondo turno con il candidato sindaco Silvano Amici.

Ballottaggio
| Candidati | Candidati                | Voti   | %      |
| --------- | ------------------------ | ------ | ------ |
|           | Augusto Massa ✔️ Sindaco | 19.604 | 65,84  |
|           | Silvano Amici            | 10.170 | 34,16  |
| Totale    | Totale                   | 29.774 | 100,00 |

### Campania

#### Avellino
| Candidati                    | Candidati                               | Voti                        | %     | Liste                                    | Voti   | %     | Seggi |
| ---------------------------- | --------------------------------------- | --------------------------- | ----- | ---------------------------------------- | ------ | ----- | ----- |
|                              | Stefano Sorvino Accede al ballottaggio  | 14.860                      | 40,56 | Forza Italia - Il Polo Popolare          | 6.645  | 18,85 | 6     |
| Alleanza Nazionale           | Stefano Sorvino Accede al ballottaggio  | 14.860                      | 40,56 | 4.972                                    | 14,10  | 4     |       |
| Centro Cristiano Democratico | Stefano Sorvino Accede al ballottaggio  | 14.860                      | 40,56 | 3.241                                    | 9,19   | 2     |       |
| Seggio al candidato sindaco  | Seggio al candidato sindaco             | Seggio al candidato sindaco | 40,56 | 1                                        |        |       |       |
|                              | Antonio Di Nunno Accede al ballottaggio | 9.370                       | 25,57 | Popolari                                 | 8.999  | 25,53 | 14    |
|                              | Gerardo Cucciniello                     | 3.917                       | 10,69 | Insieme per Avellino                     | 3.298  | 9,35  | 3     |
|                              | Ettore De Socio                         | 3.893                       | 10,63 | Partito Democratico della Sinistra (A)   | 3.920  | 11,12 | 6     |
|                              | Nicola Vietri                           | 1.838                       | 5,02  | Partito della Rifondazione Comunista (B) | 1.226  | 3,48  | 2     |
|                              | Antonio De Fazio                        | 1.275                       | 3,48  | Patto dei Democratici (C)                | 1.216  | 3,45  | 1     |
|                              | Giovanni Santoro                        | 1.012                       | 2,76  | Polo Democratico (PSDI-PRI) (D)          | 1.198  | 3,40  | 1     |
|                              | Rocco Tanga                             | 474                         | 1,29  | Pedalando in Sintonia - Verdi            | 540    | 1,53  | -     |
| Totale                       | Totale                                  | 36.639                      |       |                                          | 35.255 |       | 40    |

- Le liste contrassegnate con le lettere A, B, C e D sono apparentate al secondo turno con il candidato sindaco Antonio di Nunno.

Ballottaggio
| Candidati | Candidati                   | Voti   | %      |
| --------- | --------------------------- | ------ | ------ |
|           | Antonio Di Nunno ✔️ Sindaco | 17.986 | 52,75  |
|           | Stefano Sorvino             | 16.113 | 47,25  |
| Totale    | Totale                      | 34.099 | 100,00 |

### Puglia

#### Bari
| Candidati                          | Candidati                             | Voti                        | %     | Liste                                | Voti    | %     | Seggi |
| ---------------------------------- | ------------------------------------- | --------------------------- | ----- | ------------------------------------ | ------- | ----- | ----- |
|                                    | Simeone Di Cagno Abbrescia ✔️ Sindaco | 112.121                     | 56,20 | Alleanza Nazionale                   | 40.036  | 20,76 | 11    |
| Forza Italia                       | Simeone Di Cagno Abbrescia ✔️ Sindaco | 112.121                     | 56,20 | 36.916                               | 19,14   | 10    |       |
| Partito Popolare Italiano          | Simeone Di Cagno Abbrescia ✔️ Sindaco | 112.121                     | 56,20 | 14.348                               | 7,44    | 3     |       |
| Centro Cristiano Democratico       | Simeone Di Cagno Abbrescia ✔️ Sindaco | 112.121                     | 56,20 | 10.930                               | 5,67    | 3     |       |
| Ambiente Club                      | Simeone Di Cagno Abbrescia ✔️ Sindaco | 112.121                     | 56,20 | 4.298                                | 2,23    | 1     |       |
| Lista civica                       | Simeone Di Cagno Abbrescia ✔️ Sindaco | 112.121                     | 56,20 | 2.369                                | 1,23    | -     |       |
|                                    | Rosina Basso                          | 62.824                      | 31,49 | Partito Democratico della Sinistra   | 24.851  | 12,89 | 7     |
| Federazione Laburista - PSDI - PRI | Rosina Basso                          | 62.824                      | 31,49 | 10.438                               | 5,41    | 2     |       |
| Popolari                           | Rosina Basso                          | 62.824                      | 31,49 | 9.182                                | 4,76    | 2     |       |
| Patto dei Democratici              | Rosina Basso                          | 62.824                      | 31,49 | 8.858                                | 4,59    | 2     |       |
| Federazione dei Verdi              | Rosina Basso                          | 62.824                      | 31,49 | 6.449                                | 3,34    | 1     |       |
| Seggio al candidato sindaco        | Seggio al candidato sindaco           | Seggio al candidato sindaco | 31,49 | 1                                    |         |       |       |
|                                    | Maria Immacolata Barbarossa           | 11.036                      | 5,53  | Partito della Rifondazione Comunista | 11.064  | 5,74  | 2     |
|                                    | Luigi Cipriani                        | 4.260                       | 2,14  | Gruppo Indipendente Libertà          | 4.121   | 2,14  | 1     |
|                                    | Giovanni Laterza                      | 3.674                       | 1,84  | Lista Pannella - Riformatori         | 3.684   | 1,91  | -     |
|                                    | Attilio Miani                         | 2.723                       | 1,36  | Centro                               | 2.563   | 1,33  | -     |
|                                    | Filippo Plotino                       | 2.154                       | 1,08  | Movimento Sociale Fiamma Tricolore   | 2.021   | 1,05  | -     |
|                                    | Angelo Papa                           | 717                         | 0,36  | Lega Italia Federale                 | 736     | 0,38  | -     |
| Totale                             | Totale                                | 199.509                     |       |                                      | 192.864 |       | 46    |

#### Foggia
| Candidati                    | Candidati                                  | Voti                        | %     | Liste                                | Voti   | %     | Seggi |
| ---------------------------- | ------------------------------------------ | --------------------------- | ----- | ------------------------------------ | ------ | ----- | ----- |
|                              | Paolo Agostinacchio Accede al ballottaggio | 28.020                      | 30,91 | Alleanza Nazionale                   | 15.215 | 17,60 | 8     |
| Centro Cristiano Democratico | Paolo Agostinacchio Accede al ballottaggio | 28.020                      | 30,91 | 9.196                                | 10,64  | 4     |       |
| Ambiente Club                | Paolo Agostinacchio Accede al ballottaggio | 28.020                      | 30,91 | 736                                  | 0,85   | -     |       |
|                              | Vittorio Gentile Accede al ballottaggio    | 26.598                      | 29,3  | Partito Democratico della Sinistra   | 9.274  | 10,73 | 5     |
| Popolari                     | Vittorio Gentile Accede al ballottaggio    | 26.598                      | 29,3  | 5.553                                | 6,42   | 2     |       |
| Federazione Laburista        | Vittorio Gentile Accede al ballottaggio    | 26.598                      | 29,3  | 4.146                                | 4,80   | 2     |       |
| Patto dei Democratici        | Vittorio Gentile Accede al ballottaggio    | 26.598                      | 29,3  | 3.774                                | 4,37   | 2     |       |
| Lista civica                 | Vittorio Gentile Accede al ballottaggio    | 26.598                      | 29,3  | 1.498                                | 1,73   | -     |       |
| Federazione dei Verdi        | Vittorio Gentile Accede al ballottaggio    | 26.598                      | 29,3  | 1.010                                | 1,17   | -     |       |
| Seggio al candidato sindaco  | Seggio al candidato sindaco                | Seggio al candidato sindaco | 29,3  | 1                                    |        |       |       |
|                              | Giulio Gentile                             | 24.097                      | 26,6  | Partito Popolare Italiano (A)        | 11.059 | 12,79 | 5     |
| Forza Italia (B)             | Giulio Gentile                             | 24.097                      | 26,6  | 10.907                               | 12,62  | 5     |       |
| Lista civica (C)             | Giulio Gentile                             | 24.097                      | 26,6  | 3.557                                | 4,12   | 1     |       |
| Seggio al candidato sindaco  | Seggio al candidato sindaco                | Seggio al candidato sindaco | 26,6  | 1                                    |        |       |       |
|                              | Annamaria Giovanna Novelli                 | 5.950                       | 6,56  | Partito della Rifondazione Comunista | 2.221  | 2,57  | 1     |
| Lista ecologica              | Annamaria Giovanna Novelli                 | 5.950                       | 6,56  | 1.472                                | 1,70   | -     |       |
| Lega Italia Federale         | Annamaria Giovanna Novelli                 | 5.950                       | 6,56  | 511                                  | 0,59   | -     |       |
| Lista civica                 | Annamaria Giovanna Novelli                 | 5.950                       | 6,56  | 212                                  | 0,25   | -     |       |
| Seggio al candidato sindaco  | Seggio al candidato sindaco                | Seggio al candidato sindaco | 6,56  | 1                                    |        |       |       |
|                              | Antonio Paglia                             | 2.781                       | 3,07  | Cattolici Liberali                   | 2.813  | 3,25  | 1     |
|                              | Raffaele Capocchiano                       | 1.914                       | 2,11  | Lista civica (D)                     | 1.941  | 2,25  | 1     |
|                              | Alfonso De Santis                          | 755                         | 0,83  | Lista civica (E)                     | 801    | 0,93  | -     |
|                              | Paolo Bisciotti                            | 534                         | 0,59  | Lista Pannella - Riformatori         | 540    | 0,62  | -     |
| Totale                       | Totale                                     | 90.649                      |       |                                      | 86.436 |       | 40    |

- Le liste contrassegnate con le lettere A, B e C sono apparentate al secondo turno con il candidato sindaco Paolo Agostinacchio.
- Le liste contrassegnate con le lettere D e E sono apparentate al secondo turno con il candidato sindaco Vittorio Gentile.

Ballottaggio
| Candidati | Candidati                      | Voti   | %      |
| --------- | ------------------------------ | ------ | ------ |
|           | Paolo Agostinacchio ✔️ Sindaco | 42.353 | 54,90  |
|           | Vittorio Gentile               | 34.791 | 45,10  |
| Totale    | Totale                         | 77.144 | 100,00 |

#### Lecce
| Candidati                            | Candidati                                 | Voti                        | %     | Liste                              | Voti   | %     | Seggi |
| ------------------------------------ | ----------------------------------------- | --------------------------- | ----- | ---------------------------------- | ------ | ----- | ----- |
|                                      | Stefano Salvemini Accede al ballottaggio  | 22.379                      | 38,07 | Partito Democratico della Sinistra | 8.118  | 15,12 | 11    |
| Patto dei Democratici                | Stefano Salvemini Accede al ballottaggio  | 22.379                      | 38,07 | 4.843                              | 9,02   | 6     |       |
| Popolari                             | Stefano Salvemini Accede al ballottaggio  | 22.379                      | 38,07 | 2.898                              | 5,40   | 4     |       |
| Partito della Rifondazione Comunista | Stefano Salvemini Accede al ballottaggio  | 22.379                      | 38,07 | 2.039                              | 3,80   | 2     |       |
| Federazione dei Verdi                | Stefano Salvemini Accede al ballottaggio  | 22.379                      | 38,07 | 818                                | 1,52   | 1     |       |
|                                      | Francesco Faggiano Accede al ballottaggio | 18.510                      | 31,49 | Alleanza Nazionale                 | 11.282 | 21,02 | 7     |
| Centro Cristiano Democratico         | Francesco Faggiano Accede al ballottaggio | 18.510                      | 31,49 | 4.814                              | 8,97   | 2     |       |
| Lista civica                         | Francesco Faggiano Accede al ballottaggio | 18.510                      | 31,49 | 1.398                              | 2,60   | -     |       |
| Socialdemocrazia Liberale Europea    | Francesco Faggiano Accede al ballottaggio | 18.510                      | 31,49 | 744                                | 1,39   | -     |       |
| Seggio al candidato sindaco          | Seggio al candidato sindaco               | Seggio al candidato sindaco | 31,49 | 1                                  |        |       |       |
|                                      | Giorgio Quarta Colosso                    | 11.058                      | 18,81 | Forza Italia (A)                   | 7.087  | 13,20 | 3     |
| Partito Popolare Italiano (B)        | Giorgio Quarta Colosso                    | 11.058                      | 18,81 | 2.880                              | 5,37   | 1     |       |
| Seggio al candidato sindaco          | Seggio al candidato sindaco               | Seggio al candidato sindaco | 18,81 | 1                                  |        |       |       |
|                                      | Salvatore Bianco                          | 2.422                       | 4,12  | Lista civica                       | 1.163  | 2,17  | -     |
| Lista civica                         | Salvatore Bianco                          | 2.422                       | 4,12  | 1.051                              | 1,96   | -     |       |
| Seggio al candidato sindaco          | Seggio al candidato sindaco               | Seggio al candidato sindaco | 4,12  | 1                                  |        |       |       |
|                                      | Giuseppe Carratta                         | 1.674                       | 2,85  | Lista civica                       | 1.713  | 3,19  | -     |
|                                      | Antonio Marciante                         | 1.256                       | 2,14  | Lista civica                       | 1.276  | 2,38  | -     |
|                                      | Claudio Danisi                            | 757                         | 1,29  | Movimento Sociale Fiamma Tricolore | 805    | 1,50  | -     |
|                                      | Ruggero Vantaggiato                       | 724                         | 1,23  | Lista ecologica                    | 747    | 1,39  | -     |
| Totale                               | Totale                                    | 58.780                      |       |                                    | 53.676 |       | 40    |

- Le liste contrassegnate con le lettere A e B sono apparentate al secondo turno con il candidato sindaco Francesco Faggiano.

Ballottaggio
| Candidati | Candidati                    | Voti   | %      |
| --------- | ---------------------------- | ------ | ------ |
|           | Stefano Salvemini ✔️ Sindaco | 27.388 | 53,39  |
|           | Francesco Faggiano           | 23.906 | 46,61  |
| Totale    | Totale                       | 51.294 | 100,00 |

### Basilicata

#### Potenza
| Candidati                    | Candidati                                      | Voti                        | %     | Liste                                  | Voti   | %     | Seggi |
| ---------------------------- | ---------------------------------------------- | --------------------------- | ----- | -------------------------------------- | ------ | ----- | ----- |
|                              | Raffaello Antonio Mecca Accede al ballottaggio | 19.127                      | 43,66 | Forza Italia                           | 6.294  | 15,20 | 5     |
| Alleanza Nazionale           | Raffaello Antonio Mecca Accede al ballottaggio | 19.127                      | 43,66 | 5.283                                  | 12,76  | 4     |       |
| Partito Popolare Italiano    | Raffaello Antonio Mecca Accede al ballottaggio | 19.127                      | 43,66 | 4.881                                  | 11,79  | 4     |       |
| Centro Cristiano Democratico | Raffaello Antonio Mecca Accede al ballottaggio | 19.127                      | 43,66 | 1.918                                  | 4,63   | 1     |       |
| Seggio al candidato sindaco  | Seggio al candidato sindaco                    | Seggio al candidato sindaco | 43,66 | 1                                      |        |       |       |
|                              | Domenico Potenza Accede al ballottaggio        | 14.494                      | 33,09 | Progressisti                           | 10.413 | 25,15 | 12    |
| Patto dei Democratici        | Domenico Potenza Accede al ballottaggio        | 14.494                      | 33,09 | 2.411                                  | 5,82   | 3     |       |
|                              | Vito Mancusi                                   | 7.861                       | 17,94 | Popolari (A)                           | 7.900  | 19,08 | 9     |
|                              | Vincenzo Belmonte                              | 1.271                       | 2,90  | Movimento Lucano (B)                   | 1.229  | 2,97  | 1     |
|                              | Palma Ida Tortorelli                           | 631                         | 1,44  | Nuovo Progetto                         | 670    | 1,62  | -     |
|                              | Giuseppe Carbone                               | 424                         | 0,97  | Alleanza Popolare per il Progresso (C) | 397    | 0,96  | -     |
| Totale                       | Totale                                         | 43.808                      |       |                                        | 41.396 |       | 40    |

- La lista contrassegnata con la lettera A è apparentata al secondo turno con il candidato sindaco Domenico Potenza.
- Le liste contrassegnate con le lettere B e C sono apparentate al secondo turno con il candidato sindaco Raffaello Mecca.

Ballottaggio
| Candidati | Candidati                   | Voti   | %      |
| --------- | --------------------------- | ------ | ------ |
|           | Domenico Potenza ✔️ Sindaco | 24.025 | 59,13  |
|           | Raffaello Antonio Mecca     | 16.607 | 40,87  |
| Totale    | Totale                      | 40.632 | 100,00 |

### Sardegna

#### Nuoro
| Candidati                          | Candidati                   | Voti                        | %     | Liste                                | Voti   | %     | Seggi |
| ---------------------------------- | --------------------------- | --------------------------- | ----- | ------------------------------------ | ------ | ----- | ----- |
|                                    | Carlo Forteleoni ✔️ Sindaco | 13.962                      | 58,12 | Popolari                             | 4.755  | 20,79 | 9     |
| Partito Democratico della Sinistra | Carlo Forteleoni ✔️ Sindaco | 13.962                      | 58,12 | 4.567                                | 19,97  | 9     |       |
| Federazione Democratica            | Carlo Forteleoni ✔️ Sindaco | 13.962                      | 58,12 | 2.973                                | 13,0   | 5     |       |
| Patto dei Democratici              | Carlo Forteleoni ✔️ Sindaco | 13.962                      | 58,12 | 1.514                                | 6,62   | 2     |       |
|                                    | Francesco Zuddas            | 5.957                       | 24,80 | Forza Italia - Il Polo Popolare      | 3.403  | 14,88 | 5     |
| Alleanza Nazionale                 | Francesco Zuddas            | 5.957                       | 24,80 | 1.956                                | 8,55   | 3     |       |
| Seggio al candidato sindaco        | Seggio al candidato sindaco | Seggio al candidato sindaco | 24,80 | 1                                    |        |       |       |
|                                    | Giuseppe Pintori            | 2.531                       | 10,54 | Partito della Rifondazione Comunista | 2.414  | 10,55 | 4     |
|                                    | Angelo Caria                | 1.574                       | 6,55  | Lista autonomista                    | 1.289  | 5,64  | 2     |
| Totale                             | Totale                      | 24.024                      |       |                                      | 22.871 |       | 40    |

#### Sassari
| Candidati                   | Candidati                                 | Voti                        | %     | Liste                                | Voti   | %     | Seggi |
| --------------------------- | ----------------------------------------- | --------------------------- | ----- | ------------------------------------ | ------ | ----- | ----- |
|                             | Anna Filippa Sanna Accede al ballottaggio | 30.914                      | 40,06 | Partito Democratico della Sinistra   | 12.721 | 17,88 | 10    |
| Partito Sardo d'Azione      | Anna Filippa Sanna Accede al ballottaggio | 30.914                      | 40,06 | 5.859                                | 8,24   | 5     |       |
| Patto dei Democratici       | Anna Filippa Sanna Accede al ballottaggio | 30.914                      | 40,06 | 4.686                                | 6,59   | 4     |       |
| Popolari                    | Anna Filippa Sanna Accede al ballottaggio | 30.914                      | 40,06 | 4.661                                | 6,55   | 4     |       |
| Federazione Democratica     | Anna Filippa Sanna Accede al ballottaggio | 30.914                      | 40,06 | 2.124                                | 2,99   | 1     |       |
|                             | Mario Manca Accede al ballottaggio        | 22.041                      | 28,56 | Forza Italia - Il Polo Popolare      | 12.083 | 16,99 | 4     |
| Alleanza Nazionale          | Mario Manca Accede al ballottaggio        | 22.041                      | 28,56 | 7.755                                | 10,90  | 3     |       |
| Seggio al candidato sindaco | Seggio al candidato sindaco               | Seggio al candidato sindaco | 28,56 | 1                                    |        |       |       |
|                             | Giacomo Spissu                            | 14.250                      | 18,47 | Lista civica                         | 11.324 | 15,92 | 5     |
|                             | Maria Luisa Porcu Gaias                   | 4.346                       | 5,63  | Lista civica                         | 4.415  | 6,21  | 2     |
|                             | Giuseppe Salvatore Doneddu                | 2.826                       | 3,66  | Partito della Rifondazione Comunista | 2.844  | 4,00  | 1     |
|                             | Massimiliano Nappi                        | 1.087                       | 1,41  | Lista civica                         | 966    | 1,36  | -     |
|                             | Giovanni Giacomo Dionisi                  | 1.030                       | 1,33  | Federazione dei Verdi                | 991    | 1,39  | -     |
|                             | Salvatorica Cadau Ena                     | 679                         | 0,88  | Lista civica                         | 709    | 1,00  | -     |
| Totale                      | Totale                                    | 77.173                      |       |                                      | 71.138 |       | 40    |

Ballottaggio
| Candidati | Candidati                     | Voti   | %      |
| --------- | ----------------------------- | ------ | ------ |
|           | Anna Filippa Sanna ✔️ Sindaco | 38.215 | 58,27  |
|           | Mario Manca                   | 27.368 | 41,73  |
| Totale    | Totale                        | 65.583 | 100,00 |

## Elezioni provinciali
| Regione               | Provincia            | Presidente uscente | Presidente uscente         | Presidente eletto | Presidente eletto            | Primo turno | Primo turno | Secondo turno | Secondo turno | Seggi   |
| Regione               | Provincia            | Presidente uscente | Presidente uscente         | Presidente eletto | Presidente eletto            | Voti        | %           | Voti          | %             | Seggi   |
| --------------------- | -------------------- | ------------------ | -------------------------- | ----------------- | ---------------------------- | ----------- | ----------- | ------------- | ------------- | ------- |
| Piemonte              | Alessandria          |                    | Massimo Bianchi (DC)       |                   | Fabrizio Palenzona (PPI)     | 100.175     | 35,98%      | 131.284       | 55,17%        | 18 / 30 |
| Piemonte              | Asti                 |                    | Luciano Grasso (PLI)       |                   | Giuseppe Goria (PDS)         | 21.128      | 16,66       | 56.562        | 52,67         | 14 / 24 |
| Piemonte              | Biella               |                    | Provincia istituita        |                   | Silvia Marsoni (FdV)         | 41.386      | 35,98%      | 64.160        | 55,71%        | 14 / 24 |
| Piemonte              | Cuneo                |                    | Giovanni Quaglia (DC)      |                   | Giovanni Quaglia (PPI)       | 143.610     | 43,48%      | 181.328       | 65,00%        | 18 / 30 |
| Piemonte              | Novara               |                    | Luciano De Silvestri (FdV) |                   | Paolo Cattaneo (PPI)         | 72.993      | 34,22%      | 97.353        | 53,34%        | 18 / 30 |
| Piemonte              | Torino               |                    | Luigi Ricca (PSI)          |                   | Mercedes Bresso (PDS)        | 490.233     | 36,69%      | 674.678       | 60,36%        | 27 / 45 |
| Piemonte              | Verbano-Cusio-Ossola |                    | Provincia istituita        |                   | Giuseppe Ravasio (PPI)       | 72.993      | 34,22%      | 97.353        | 53,34%        | 18 / 30 |
| Piemonte              | Vercelli             |                    | Gilberto Valeri (PDS)      |                   | Gilberto Valeri (PDS)        | 38.880      | 33,77%      | 53.619        | 50,76%        | 14 / 24 |
| Lombardia             | Bergamo              |                    | Gianfranco Ceruti (DC)     |                   | Giovanni Cappelluzzo (LN)    | 190.704     | 31,78%      | 321.523       | 61,36%        | 22 / 36 |
| Lombardia             | Brescia              |                    | Costanzo Valli (PSI)       |                   | Battista Lepidi (PPI)        | 197.791     | 28,92%      | 335.278       | 57,94%        | 22 / 36 |
| Lombardia             | Como                 |                    | Luciano Bettiga (PSI)      |                   | Giuseppe Livio (Ind.)        | 86.276      | 26,33%      | 148.632       | 53,95%        | 18 / 30 |
| Lombardia             | Cremona              |                    | Gian Carlo Corada (PDS)    |                   | Gian Carlo Corada (PDS)      | 79.787      | 36,48%      | 121.007       | 58,78%        | 18 / 30 |
| Lombardia             | Lecco                |                    | Provincia istituita        |                   | Mario Anghileri (PPI)        | 61.977      | 32,7%       | 102.516       | 61,8%         | 14 / 24 |
| Lombardia             | Lodi                 |                    | Provincia istituita        |                   | Lorenzo Guerini (PPI)        | 46.346      | 37,9%       | 65.904        | 58,5%         | 14 / 24 |
| Lombardia             | Milano               |                    | Massimo Zanello (LN)       |                   | Livio Tamberi (PPI)          | 670.403     | 29,6%       | 1.026.678     | 53,3%         | 27 / 45 |
| Lombardia             | Sondrio              |                    | Sergio Pasina (DC)         |                   | Enrico Dioli (PPI)           | 30.374      | 28,7%       | 49.739        | 57,1%         | 14 / 24 |
| Veneto                | Belluno              |                    | Oscar De Bona (PSI)        |                   | Oscar De Bona (Ind.)         | 48.473      | 39,1%       | 71.266        | 70,0%         | 14 / 24 |
| Veneto                | Padova               |                    | Giuseppe Barbieri (DC)     |                   | Renzo Sacco (LN)             | 156.788     | 29,7%       | 276.290       | 56,5%         | 22 / 36 |
| Veneto                | Rovigo               |                    | Alberto Brigo (DC)         |                   | Alberto Brigo (PPI)          | 59.117      | 36,4%       | 85.712        | 58,7%         | 14 / 24 |
| Veneto                | Treviso              |                    | Domenico Citron (DC)       |                   | Giovanni Mazzonetto (LN)     | 205.505     | 43,5%       | 255.971       | 65,2%         | 22 / 36 |
| Veneto                | Venezia              |                    | Anna Luisa Furlan (PDS)    |                   | Luigino Busatto (PPI)        | 225.103     | 42,9%       | 273.774       | 61,8%         | 22 / 36 |
| Veneto                | Verona               |                    | Alberto Fenzi (PSI)        |                   | Antonio Borghesi (LN)        | 178.176     | 35,4%       | 231.071       | 54,0%         | 22 / 36 |
| Veneto                | Vicenza              |                    | Giuseppina Dal Santo (DC)  |                   | Giuseppe Doppio (PPI)        | 148.581     | 31,4%       | 268.003       | 61,4%         | 22 / 36 |
| Friuli-Venezia Giulia | Pordenone            |                    | Sergio Chiarotto           |                   | Alberto Rossi (PPI)          | 60.185      | 34,4%       | 91.805        | 60,9%         | 14 / 24 |
| Friuli-Venezia Giulia | Udine                |                    | Tiziano Venier (DC)        |                   | Giovanni Pelizzo (PPI)       | 94.806      | 28,7%       | 163.967       | 56,6%         | 18 / 30 |
| Liguria               | Imperia              |                    | Luciano Demichelis (DC)    |                   | Gabriele Boscetto (FI)       | 60.333      | 46,2%       | 60.857        | 53,1%         | 14 / 24 |
| Liguria               | Savona               |                    | Mario Robutti (PSI)        |                   | Alessandro Garassini (PPI)   | 66.867      | 36,1%       | 95.568        | 57,2%         | 14 / 24 |
| Emilia-Romagna        | Bologna              |                    | Lamberto Cotti (PSI)       |                   | Vittorio Prodi (PPI)         | 377.068     | 59,5%       | —             | —             | 22 / 36 |
| Emilia-Romagna        | Ferrara              |                    | Francesco Ruvinetti (PSI)  |                   | Paolo Siconolfi (PPI)        | 126.347     | 50,7%       | —             | —             | 18 / 30 |
| Emilia-Romagna        | Forlì-Cesena         |                    | Maria Luisa Bargossi (PDS) |                   | Piero Gallina (PRI)          |             | 57,6%       | —             | —             | 18 / 30 |
| Emilia-Romagna        | Modena               |                    | Giorgio Baldini (PSI)      |                   | Graziano Pattuzzi (PPI)      | 265.018     | 62,4%       | —             | —             | 20 / 30 |
| Emilia-Romagna        | Parma                |                    | Claudio Magnani (PSI)      |                   | Corrado Truffelli (PPI)      | 126.317     | 47,4%       | 154.696       | 67,5%         | 18 / 30 |
| Emilia-Romagna        | Piacenza             |                    | Renato Zurla (PSDI)        |                   | Dario Squeri (PPI)           | 66.185      | 37,1%       | 100.490       | 59,1%         | 14 / 24 |
| Emilia-Romagna        | Reggio Emilia        |                    | Ascanio Bertani (PSI)      |                   | Roberto Ruini (PPI)          | 198.719     | 66,3%       | —             | —             | 21 / 30 |
| Emilia-Romagna        | Rimini               |                    | Provincia istituita        |                   | Ermanno Vichi (PPI)          | 93.422      | 51,4%       | —             | —             | 14 / 24 |
| Toscana               | Arezzo               |                    |                            |                   |                              |             |             | —             | —             |         |
| Toscana               | Firenze              |                    |                            |                   |                              |             |             | —             | —             |         |
| Toscana               | Grosseto             |                    |                            |                   |                              |             |             |               |               |         |
| Toscana               | Livorno              |                    |                            |                   |                              |             |             | —             | —             |         |
| Toscana               | Pisa                 |                    |                            |                   |                              |             |             | —             | —             |         |
| Toscana               | Pistoia              |                    |                            |                   |                              |             |             |               |               |         |
| Toscana               | Prato                |                    |                            |                   |                              |             |             |               |               |         |
| Toscana               | Siena                |                    |                            |                   |                              |             |             | —             | —             |         |
| Umbria                | Perugia              |                    | Marcello Panettoni (PDS)   |                   | Mariano Borgognoni (PDS)     |             | 60,1%       | —             | —             | 18 / 30 |
| Umbria                | Terni                |                    | Alberto Provantini (PDS)   |                   | Nicola Molè (CS)             |             | 54,3%       | —             | —             | 14 / 24 |
| Marche                | Ascoli Piceno        |                    | Romualdo Cafini (DC)       |                   | Pietro Colonnella (PDS)      |             | 45,4%       |               | 56,4%         | 18 / 30 |
| Marche                | Macerata             |                    | Luigi Sileoni (DC)         |                   | Sauro Pigliapoco (Ind.)      |             | 44,0%       |               | 53,9%         | 14 / 24 |
| Marche                | Pesaro e Urbino      |                    | Umberto Bernardini (PDS)   |                   | Umberto Bernardini (PDS)     |             | 62,5%       | —             | —             | 19 / 30 |
| Lazio                 | Frosinone            |                    | Domenico Testani (DC)      |                   | Loreto Gentile (PPI)         |             | 41,8%       |               | 52,7%         | 18 / 30 |
| Lazio                 | Latina               |                    | Severino Del Balzo (PRI)   |                   | Paride Martella (CCD)        |             | 59,2%       | —             | —             | 19 / 30 |
| Lazio                 | Rieti                |                    | Cesare Giuliani (DC)       |                   | Giosuè Calabrese (PPI)       |             | 38,7%       |               | 52,1%         | 14 / 24 |
| Lazio                 | Roma                 |                    | Achille Ricci (PLI)        |                   | Giorgio Fregosi (PDS)        | 860.474     | 37,1%       | 993.315       | 51,1%         | 27 / 45 |
| Abruzzo               | Chieti               |                    |                            |                   |                              |             |             |               |               |         |
| Abruzzo               | L'Aquila             |                    |                            |                   |                              |             |             |               |               |         |
| Abruzzo               | Pescara              |                    |                            |                   |                              |             |             |               |               |         |
| Abruzzo               | Teramo               |                    |                            |                   |                              |             |             |               |               |         |
| Molise                | Campobasso           |                    | Antonio Chieffo (DC)       |                   | Antonio Chieffo (PPI)        | 67.370      | 48,2%       | 73.782        | 59,1%         | 14 / 24 |
| Molise                | Isernia              |                    | Attilio Peluso (PSI)       |                   | Domenico Pellegrino (PDS)    | 10.920      | 19,6%       | 25.429        | 53,5%         | 14 / 24 |
| Campania              | Avellino             |                    | Rosa Repole (DC)           |                   | Luigi Anzalone (PDS)         | 69.218      | 27,2%       | 123.826       | 57,9%         | 18 / 30 |
| Campania              | Benevento            |                    | Mario Serino (DC)          |                   | Roberto Russo (FI)           | 59.343      | 41,1%       | 75.828        | 52,4%         | 14 / 24 |
| Campania              | Napoli               |                    | Rosa Russo (DC)            |                   | Amato Lamberti (FdV)         | 642.240     | 42,8%       | 612.336       | 57,4%         | 27 / 45 |
| Campania              | Salerno              |                    | Ettore Liguori (PRI)       |                   | Alfonso Andria (PPI)         | 245.957     | 41,2%       | 253.724       | 51,2%         | 22 / 36 |
| Puglia                | Bari                 |                    | Domenico Ricchiuti (DC)    |                   | Francesco Sorrentino (FI)    | 368.362     | 45,8%       | 324.105       | 51,1%         | 27 / 45 |
| Puglia                | Brindisi             |                    | Luigi De Michele (PSI)     |                   | Nicola Frugis (FI)           | 124.678     | 57,0%       | —             | —             | 18 / 30 |
| Puglia                | Lecce                |                    | Luigi Marcelli (DC)        |                   | Lorenzo Ria (PPI)            | 174.980     | 38,5%       | 194.273       | 51,0%         | 22 / 36 |
| Puglia                | Taranto              |                    | Mario D'Alconzo (PSI)      |                   | Marcello Cantore (FI)        | 150.113     | 47,2%       | 136.589       | 50,7%         | 18 / 30 |
| Basilicata            | Matera               |                    | Rocco Grieco (DC)          |                   | Angelo Tataranno (PDS)       | 57.852      | 50,3%       | —             | —             | 14 / 24 |
| Basilicata            | Potenza              |                    | Donato Salvatore (PSI)     |                   | Domenico Salvatore (PDS)     | 122.188     | 52,8%       | —             | —             | 18 / 30 |
| Calabria              | Catanzaro            |                    | Marcello Barberio (PDS)    |                   | Giuseppe Martino (Ind.)      | 88.903      | 45,1%       | 81.066        | 52,2%         | 18 / 30 |
| Calabria              | Cosenza              |                    | Antonio Acri (PDS)         |                   | Antonio Acri (PDS)           | 159.699     | 42,0%       | 164.273       | 55,5%         | 22 / 36 |
| Calabria              | Crotone              |                    | Provincia istituita        |                   | Carmine Talarico (PDS)       | 47.583      | 54,8%       | —             | —             | 15 / 24 |
| Calabria              | Vibo Valentia        |                    | Provincia istituita        |                   | Enzo Romeo (Ind.)            | 40.156      | 41,6%       | 43.026        | 53,3%         | 14 / 24 |
| Sardegna              | Cagliari             |                    | Cecilia Contu (PSd'Az)     |                   | Nicola Scano (PS)            | 190.460     | 45,5%       | 196.717       | 57,8%         | 22 / 36 |
| Sardegna              | Nuoro                |                    | Federico Caredda (DC)      |                   | Giuseppe Matteo Pirisi (PDS) | 84.847      | 54,4%       | —             | —             | 14 / 24 |
| Sardegna              | Oristano             |                    | Ezio Collu (PSI)           |                   | Gian Valerio Sanna (PPI)     | 46.516      | 50,2%       | —             | —             | 14 / 24 |
| Sardegna              | Sassari              |                    | Antonio Pompedda (PDS)     |                   | Pietro Soddu (PPI)           | 139.184     | 53,5%       | —             | —             | 18 / 30 |